# الخطوط السعودية

طائرة الخطوط السعودية من طراز دوغلاس دي سي-3 عام 1945، بشعار الخطوط السعودية القديم

الخطوط الجوية السعودية، هي الناقل الوطني السعودي، وحاصلة على تصنيف طيران 5 نجوم، وأحد أعضاء الاتحاد العربي للنقل الجوي، تتخذ من مطار الملك عبد العزيز الدولي بجدة مركزاً رئيسياً لعملياتها، إضافةً إلى مراكزها الفرعية الأخرى مطار الملك خالد الدولي بالرياض ومطار الأمير محمد بن عبد العزيز الدولي بالمدينة المنورة ومطار الملك فهد الدولي بالدمام وتقدم الخطوط الجوية العربية السعودية خدماتها حول 100 وجهة في آسيا، أفريقيا، أوروبا، الشرق الأوسط وأمريكا الشمالية، وكل ثلاث دقائق تقلع طائرة من طائرات الخطوط السعودية نحو أحد الوجهات.
في أبريل 2016، أعلنت الخطوط السعودية عن إنشاء شركة طيران اقتصادي تابعة لها بمسمى شركة فلاي أديل وهي جزء من إستراتيجية التحول 2020 للخطوط السعودية، التي تعتزم تحويل قطاعات خطوط السعودية إلى شركات ذات مستوى عالمي بحلول عام 2020.

## نبذة تاريخية

شعار الخطوط الجوية السعودية قديماً

يرجع تاريخ تأسيس الخطوط الجوية السعودية إلى يوم 15 جمادى الآخرة من عام 1365هـ 27 مايو 1945م  ، وذلك حينما قام الرئيس الأمريكي فرانكلين روزفلت بإهداء طائرة واحدة من طراز داكوتا دي سي-3 إلى الملك الملك عبد العزيز بعد الاجتماع التاريخي في البحيرات المرة في شهر ربيع الأول عام 1364هـ/ الموافق لشهر فبراير عام 1945م، وحين أنشئت وزارة الدفاع في1365/4/1هـ -6 /3 /1946م وتم تعيين الأمير منصور بن عبدالعزيز آل سعود، وأصدر الملك عبد العزيز أمره بتأسيس الخطوط السعودية، وجعلها إدارة حكومية تابعة لوزارة الدفاع، وأصبحت في يوم الثلاثاء 25/ 9 / 1382هـ الموافق 19/ 2 / 1963م مؤسسة مستقلة بموجب المرسوم الملكي رقم 45 الذي صدر عن الملك فيصل -رحمهُ الله- وتولى معالي اللواء إبراهيم الطاسان إدارة الخطوط من عام 1365هـ/1946م إلى عام 1380هـ/1960م.
- وخلال الأربعينات توسعت الشركة لتخدم وجهات دولية جديدة منها القاهرة، بيروت واللد في ما كان آنذاك «أراضي فلسطينية» تحت الانتداب البريطاني.
- وتم تشغيل رحلات جوية داخل المملكة وإلى بعض المحطات الإقليمية مثل القاهرة، دمشق، وبيروت.

وفي الخمسينات أضافت الشركة عدة مدن إلى خارطتها ومنها إسطنبول، كراتشي، عمان، مدينة الكويت، أسمرة وبورت سودان، وقامت بشراء أربع طائرات جديدة ومن نوع «دي سي 4» وعشر طائرات من نوع «كونفير 340»،
- في سبعينات القرن الماضي تم تغير الاسم التشغيلي إلى السعودية، وتم تغيير شعارها وتم شراء المزيد من طائرات بوينغ 747 و737 وكذلك طائرت الترايستار ال 1011 من لوكهيد وافتتحت المزيد من الوجهات خاصة في أوروبا والولايات المتحدة. وفي الثمانينات أضافت الشركة خدمات التموين. مما يذكر أن طيران السعودية هو الوحيد الذي يطير فوق أربع قارات في نفس الرحلة وذلك حين تطير الطائرة من جدة عابرة آسيا، أفريقيا، أوروبا إلى أمريكا الشمالية لتهبط في نيويورك.
- في التسعينات منع التدخين على متن رحلات الشركة في جميع الرحلات الداخلية والدولية وغيرت الشركة شعارها عام 1997.
- وفي بداية الألفية الجديدة بدأت الشركة التهيئة لخصخصتها وحققت أول أرباح تشغيلية لها في 2002.
- وفي مارس 2024 صرحت الهيئة العامة للطيران المدني أن الخطوط الجوية العربية السعودية ستنتقل تدريجياً من مطار الرياض لإفساح المجال أمام شركة الطيران الأحدث في المملكة، مما يسمح لها بالتركيز على مركزها الرئيسي في جدة.[5]

## الأسطول الجوي

### الأسطول الحالي
في شهر أغسطس من عام 2019 كان أسطول الخطوط السعودية يتكون من الطائرات
- لا يشمل الجدول عدد وأنواع الطائرات المخصصة للاستخدام الحكومي أو طائرات رجال الأعمال.
- لا يشمل الجدول عدد وأنواع الطائرات التي اخرجت من الخدمة.

### أسطول سابق

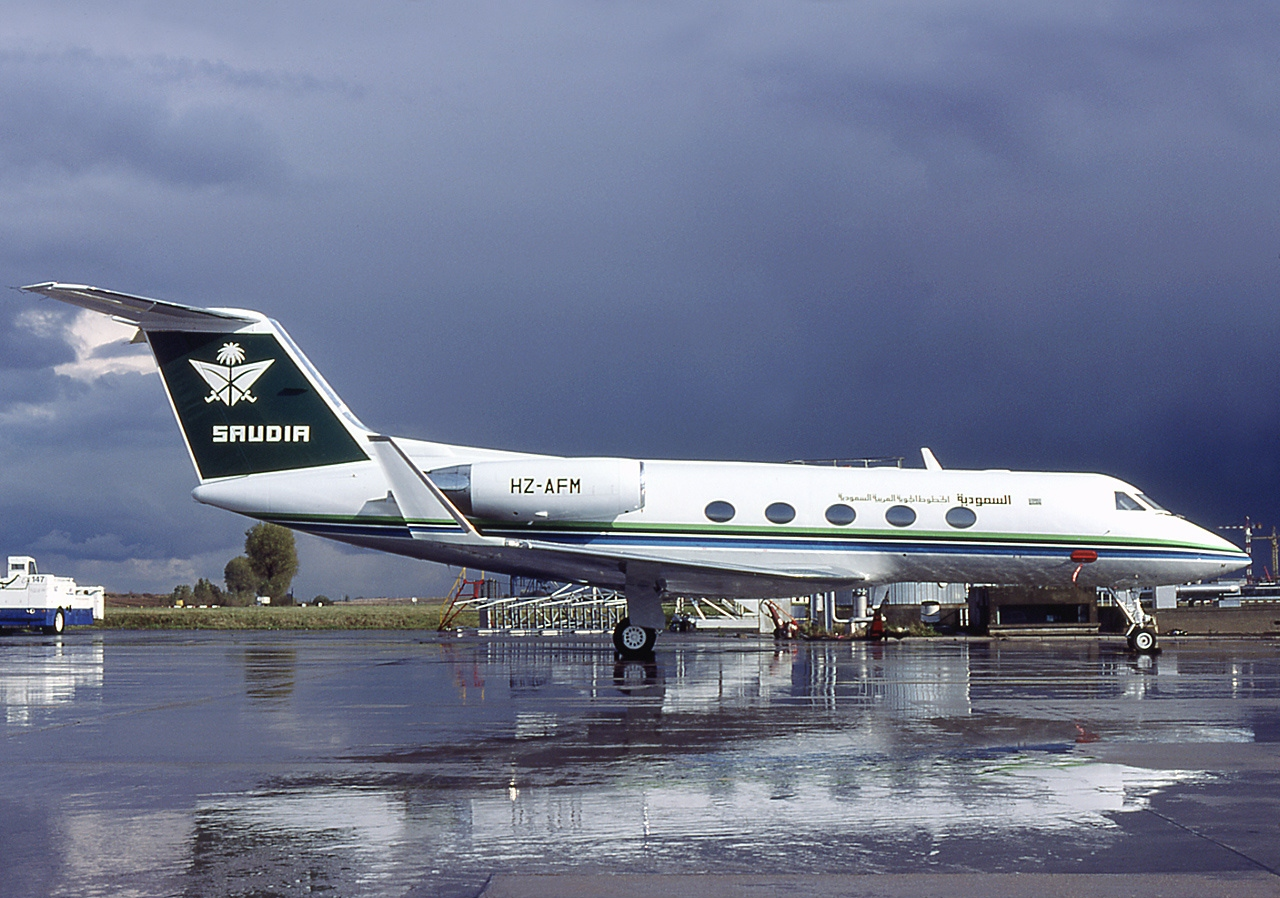
طائرة غلف ستريم الثالثة G-1159A، تابعة للخطوط السعودية، الطيران الخاص ذات التسجيل HZ-AFM، بتاريخ 26 أكتوبر 1981.

السعودية كانت تشغل سابقا أنواع الطائرات التالية:

## الوجهات

وجهات الخطوط الجوية العربية السعودية

لدى الخطوط السعودية اتفاقية الرمز المشترك مع شركائها في تحالف سكاي تيم ومع خطوط الطيران التالية:
- الخطوط الجوية التشيكية[21]
- الاتحاد للطيران[22]
- غارودا إندونيسيا[23]
- كوريا للطيران[24]
- الطيران العماني
- الخطوط الملكية المغربية
- الخطوط الجوية الفيتنامية[25]

تقدم الخطوط الجوية العربية السعودية خدماتها لأكثر من 90 جهة في آسيا، أفريقيا، أوروبا وأمريكا الشمالية وأكثر من 500 رحلة في اليوم، من مراكزها جدة، الرياض، الدمام والمدينة المنورة وأبها.
- وتشمل أيضاً الوجهات التي تخدمها الخطوط السعودية للشحن الجوي.

## إتفاقيات التحالف وتبادل الرموز

### تحالف سكاي تيم

شعار تحالف سكاي تيم

سكاي تيم هو ثاني أكبر تحالف في العالم، وهو عبارة عن تحالف بين مجموعة من شركات الطيران العالمية، تم تأسيسه في عام 2000م من قبل أربع شركات طيران هي إيرو مكسيكو، دلتا إيرلاينز، إير فرانس، كوريان إير، ومنذ ذلك الحين انضمت شركات طيران أخرى للتحالف ليصبح مجموع الشركات حالياً (19) شركة طيران عالمية هي إيروفلوت، إيرولينس أرجنتيس، إيرو مكسيكو، إير أوروبا، إير فرانس، الليتاليا، تشاينا إيرلاينز، تشاينا إيسترن، تشاينا سذرن، تشيك إيرلاينز، دلتا إيرلاينز، كينيا إيرويز، كيه إل إم، كوريان إير، طيران الشرق الأوسط، السعودية، تاروم، فيتنام إيرلاينز، وخطوط زيمن الجوية، وفي شهر سبتمبر عام 2000 م تم الإعلان عن تحالف سكاي تيم للشحن الجوي وهو التحالف الوحيد في مجال الشحن الجوي في العالم.

طائرة الخطوط السعودية من طراز بوينغ 777 عام 2012، بشعار تحالف سكاي تيم

تقوم السعودية انطلاقاً من مطاراتها المحورية في جدة والرياض والدمام بتشغيل شبكة مُكثفة عبر أرجاء شبة الجزيرة العربية وشبه القارة الهندية وشمال أفريقيا. وتضيف السعودية 51 وجهة جديدة إلى شبكة سكاي تيم العالمية، بما في ذلك 23 وجهة في المملكة العربية السعودية. ومن الوجهات الجديدة: إسلام آباد في الباكستان وكولومبو في سري لانكا والإسكندرية في مصر.
- انضمت السعودية إلى تحالف سكاي تيم في يوم 29 أيار 2012. وتعتبر العضو الأول في سكاي تيم من الشرق الأوسط والعضو رقم (16) في التحالف.

في نفس اليوم أزاحت السعودية الستار عن طائرتين تم طلائهما بعلامة سكاي تيم المميزة. وهما طائرة من طراز بوينغ (B777-200) (رقم التسجيل (HZ-AKA)، بالإضافة إلى طائرة من طراز أيرباص (A320) (رقم التسجيل HZ-ASF) وطائرة من طراز أيرباص (A330).
- كانت السعودية قد قامت، قبل الانضمام إلى سكاي تيم، بتطبيق برنامج تحول لمدة أربعة سنوات، وسيتم في 2013. وكجزء رئيسي من هذا البرنامج، استغلت الشركة فرصة الانضمام إلى سكاي تيم لتجديد هويتها التجارية وعادت لاستخدام مسماها القديم «السعودية»، وهو الاسم الذي كانت الشركة تحمله في الفترة 1972 وحتى 1996 والذي لا يزال عملائها يعتزون باستخدامه.

### تحالف الرمز المشترك
هو تنسيق رحلات رجال الأعمال بتشارك اثنتين أو أكثر من شركات الطيران في نفس الرحلة.
- السعودية لديها اتفاقيات الرمز المشترك مع الخطوط الجوية التالية (اعتباراً من يونيو 2013):
- الخطوط الجوية الفرنسية (سكاي تيم)
- الليتاليا (سكاي تيم)
- طيران الخليج
- الخطوط الجوية الكينية (سكاي تيم)
- الخطوط الجوية الكويتية
- شركة طيران الشرق الأوسط (سكاي تيم)
- الخطوط الجوية السريلانكية (عضو مستقبل عالم واحد)
- منذ أن انضمت السعودية إلى تحالف سكاي تيم في 29 أيار 2012، ولم يعلن حتى الآن عن أي اتفاقيات جديدة للرمز المشترك مع أعضاء طيران جدد غير تلك المذكورة أعلاه.[40]

## مسيرة الخطوط السعودية

### عقد 1940

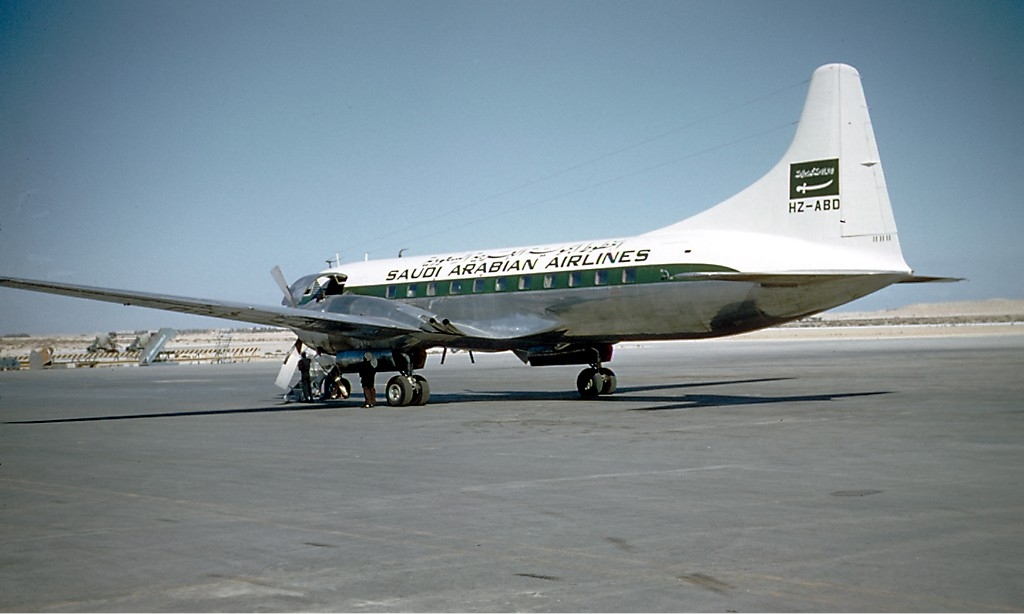
طائرة الخطوط السعودية من طراز كونفير 340

- 1945 الانطلاقة الأولى لحركة الطيران التجاري في أجواء المملكة العربية السعودية.[3]
- في 14 فبراير، 1945 م، استخدمت الطائرة الوحيدة من طراز دوغلاس دي سي 3 في رحلات بين الرياض وجدة والظهران لحمل الركاب والشحن، كما تم شراء طائرتين اضافيتين خلال بضعة أشهر.
- 1946 الإعلان عن تأسيس الخطوط الجوية العربية السعودية واتخذت شعاراً لها (SDI) وكانت تتبع لوزارة الدفاع والطيران (وزارة الدفاع حاليا). وكان أول مطار لها في «الكندرة» بالقرب مما يعرف الآن بوسط مدينة جدة، كما تم في هذا العام نقل حجاج إلى جدة من «اللد» بفلسطين ومن دول أخرى وقامت في نفس العام بطلب تصريح للقيام برحلات مؤجرة إلى لندن،
- 1947 الملك عبد العزيز يستخدم الطائرة للسفر لتهبط به في الطائف.
- تم شراء طائرتين أُخريين من طراز دوغلاس دي سي 3 (داكوتا) وتم تشغيل رحلات داخل المملكة وإلى بعض المحطات الإقليمية مثل القاهرة ودمشق، وكانت أول رحلة داخلية في 14 مارس من ذلك العام. وفي 28 أكتوبر من نفس العام انطلقت أولى الرحلات الجوية الدولية إلى مطار اللد في فلسطين لنقل الحجاج عبر العاصمة اللبنانية بيروت.[3]
- تسيير أولى الرحلات الداخلية المجدولة فيما بين جدة والرياض والهفوف والظهران، بالإضافة إلى الرحلات الدولية إلى كل من عمان وبيروت والقاهرة ودمشق، وذلك بطائرات من طراز (دوغلاس دي سي-3).[3]
- 1948 تم شراء خمس طائرات من طراز (DC-4) وخمس طائرات أخرى من طراز بريستول 170 لدعم شبكة الرحلات الدولية.
- 1949 تم تسلم أول طائرة من طراز بريستول 170 وايفارير من أصل خمس طائرات تم استلامها جميعا قبل نهاية العام.[41]

### عقد 1950

طائرة الخطوط السعودية من طراز دي سي معروضة في ميدان الطائرة بجدة

- 1952 تم شراء خمس طائرات دوغلاس دي سي-4 ذات أربعة محركات، مداها الطويل سمح بتشغيل رحلات إلى محطات في منطقة الشرق الأوسط.
- 1953 تم شراء عشر طائرات من طراز كونفير 340 وتم استلامها خلال عامي 1954-1955 م، وهي أول طائرة في الأسطول ذات مقصورة مكيفة بالهواء المضغوط، وفي هذا العام تم تشغيل رحلات إلى بور سودان وبغداد.
- تم تشغيل رحلات إلى كراتشي، أسمرة، عمان، اسطنبول، والكويت.
- 1954 دشنت الخطوط السعودية محطات داخلية جديدة لها في كل من المدينة المنورة، بريدة، خميس مشيط، جازان ونجران، ومحطة دولية جديدة هي بورتسودان.
- 1955 مرور 10 سنوات على تأسيس الخطوط السعودية وقد تمكنت من ربط جميع مناطق المملكة مع بعضها البعض ومع كلٍ من الرياض وجدة، التي تعتبر مركز تجمع لحركة الحجاج.
- 1956 اتسعت الشبكة الدولية لتغطي العاصمة القطرية الدوحة شرقاً، ومن البصرة إلى بغداد، ومن المدينة المنورة إلى عمان، ودمشق شمالاً، ومن جازان إلى الحديدة جنوباً.
- أما الشبكة الداخلية فامتدت لتربط ما بين جدة وكل من المدينة المنورة، الوجه، تبوك، طريف، بدنة، ينبع، سكاكا والقريات، وبين الرياض وكل من الزلفي، المجمعة، تربة وبيشة.
- 1958 أنشئت نواة معهد تدريب الطيارين في مدينة جدة.
- 1959 أنشأت الشركة أول مركز للصيانة في مدينة جدة وطارت لأول مرة بين جدة والرياض.
- تواصل الشبكة الدولية اتساعها لتصل إلى بورتسودان والخرطوم وعبدان، في حين ارتبطت الرياض بكل من بيروت ودمشق عبر محطة الظهران.[3]

### عقد 1960

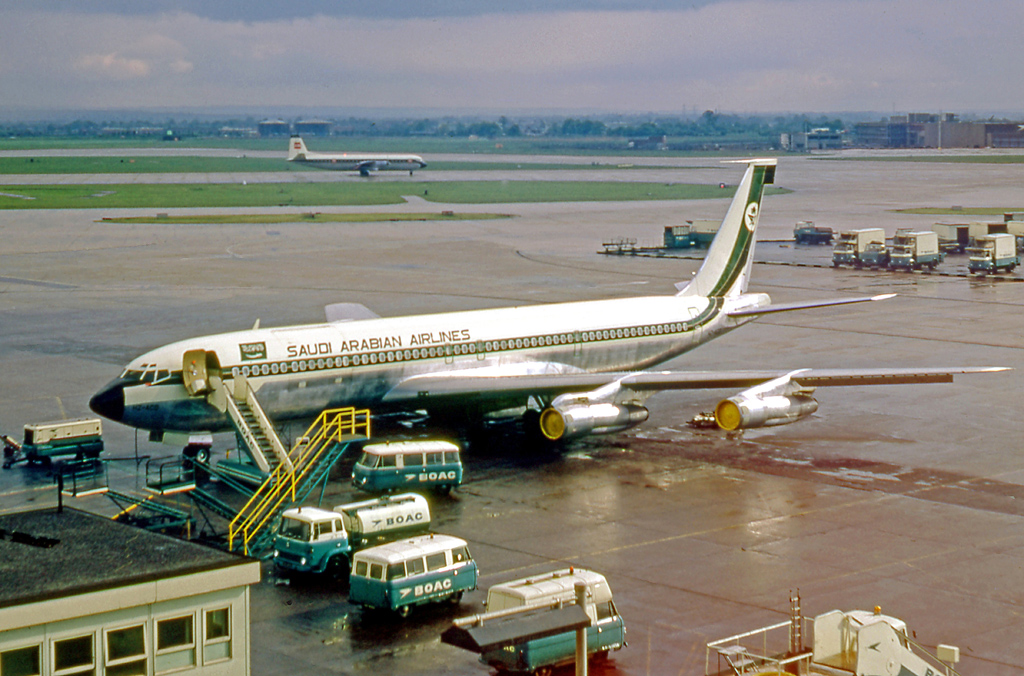
طائرة الخطوط الجوية العربية السعودية من طراز بوينغ 707 في مطار هيثرو في لندن في عام 1969.

- 1961 هو الموعد لدخول الخطوط الجوية العربية السعودية عصر الطيران النفاث ولتصبح أول شركة طيران بمنطقة الشرق الأوسط التي تمتلك الطائرات النفاثة، وذلك بانضمام طائرتين من طراز بوينغ 720 لأسطولها سعة كل منهما (119) راكباً، حيث تم تشغيلهما على رحلات بيروت والقاهرة وعمان وطهران، وشكل هذا النوع من الطائرات نقلة نوعية متميزة في مسيرة الخطوط السعودية بتفوقها على شركات الطيران العاملة بالشرق الأوسط في هذا المجال، وليس أدل على ذلك من قطع طائرة البوينغ (720) للمسافة بين جدة والرياض في ساعة وعشرين دقيقة، بينما كانت طائرة الكونفير (340) تقطع نفس المسافة في ساعتين وعشرين دقيقة، كما كانت تقطعها طائرة دوجلاس (DC-3) في ثلاث ساعات ونصف الساعة.
- 1962 بدأت طائرات البوينغ من طراز (720) رحلاتها المجدولة إلى كل من بيروت وعمان والقاهرة.
- 1963 في 19 فبراير تم تسجيل الشركة رسميا لتصبح مؤسسة مستقلة تحت اسم «المؤسسة العامة للخطوط الجوية العربية السعودية» ولها مجلس إدارة مسؤول عن إدارتها.
- وضع برامج تدريبية لتأهيل الكوادر السعودية في مجالات التدريب الجوي والفني والإداري، كما أضيفت محطتين دوليتين جديدتين إلى كل من شيراز وكراتشي.
- 1964 استبدال طائرات (DC-4) سكاي ماستر بطائرات من طراز دوغلاس دي سي-6 لمواجهة الطلب المتزايد على حركة السفر الداخلي والدولي، وأضيفت لشبكة الرحلات الدولية محطات بومباي، دبي والخرطوم، كما تم تشغيل طائرة من طراز بوينغ (720) على خط جدة/الرياض/الظهران، وتشغيل خط التابلاين (الظهران/القيصومة/رفحة/بدنة) ومنها إلى كل من عمان وبيروت، بالإضافة إلى إدخال العديد من التحسينات التطويرية والإنشائية في المطارات الرئيسية الثلاثة في جدة والرياض والظهران لاستقبال الطائرات النفاثة.
- 1965 أنشئ الاتحاد العربي للنقل الجوي (آكو)، وكانت الخطوط السعودية من الأعضاء المؤسسين فيه، كما أضيفت محطة بومباي في الهند إلى الشبكة الدولية.

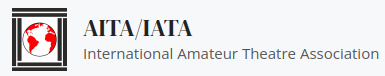
الاتحاد الدولي للنقل الجوي

- 1967 انضمت «السعودية» لعضوية الاتحاد الدولي للنقل الجوي (أياتا)، وفي نفس العام انضمت ثلاث طائرات نفاثة من طراز دوغلاس دي سي-9 للأسطول لدعم شبكة الرحلات الدولية التي شملت طرابلس وتونس والرباط في شمال أفريقيا، وفرانكفورت وجنيف ولندن في أوروبا.
- تسلمت ثلاثة طائرات دي سي 9 ذات محركين مروحيين، وتم افتتاح رحلات جديدة إلى كلاً من تونس، الرباط، طرابلس، جنيف، فرانكفورت ولندن.
- 1968 انضمت للأسطول طائرتان أخريان من طراز بوينغ (707) بعيدة المدى، ليبدأ بتسيير رحلتين مباشرتين كل أسبوع بين جدة لندن.
- 1969 انضمت الجزائر إلى شبكة الرحلات الدولية لتستكمل «السعودية» خدماتها لجميع بلدان شمال أفريقيا، وتعمل جميع طائراتها من طراز (DC-9) بأطقم سعودية.[3]

### عقد 1970

طائرة بوينغ 707 ذات النداء (HZ-ACA) بشعار الخطوط السعودية القديم

- 1970 يرتفع عدد رحلات «السعودية» إلى كل من صنعاء والحديدة في اليمن إلى رحلتين أسبوعياً، كما تم تسيير رحلة جديدة على قطاع جدة/الظهران/دبي/كراتشي/بومباي، ويرتفع عدد الرحلات بين الظهران والرياض وجدة إلى ثلاث رحلات يومياً، بالإضافة إلى رحلتين كل أسبوع على خط جدة/أبها والرياض/أبها.
- 1971 تحل الدار البيضاء محل الرباط لتكون محطة «السعودية» في المغرب، كما تضاف رحلة جديدة إلى روما، ويتم تسيير رحلة شحن جوي لتربط جدة والظهران مع فرانكفورت ولندن بطائرة من طراز بوينغ (707).
- «السعودية» تستخدم أجهزة كمبيوتر جديدة من نوع (IBM-360\20) للتخطيط والعمليات اليومية.
- 1972 تتبنى الخطوط مسمى «السعودية» اسماً رسمياً لها، وتتغير ألوان أسطول طائراتها من الأخضر والأسود المفصولين بشريط ذهبي رفيع إلى اللونين الأخضر والأزرق بدرجتيهما الفاتح والغامق بهدف تحديث الصورة الذهنية لدى عملائه.[3]
- 1972 تم إبرام اتفاقيات خاصة مع (53) شركة طيران عالمية لنقل الحجاج.
- 1972 انضمت إلى «السعودية» خمس طائرات جديدة من طراز بوينغ 737، والتي كانت تعتبر في ذلك الوقت من أحدث الطائرات ذات المحركين النفاثين، وتصل خدمات «السعودية» في ذلك الوقت إلى (49) مدينة تنتشر على ثلاث قارات إلى جانب (20) مدينة داخل المملكة.
- 1973 تنقل «السعودية» ولأول مرة في تاريخها مليون راكب في عام واحد على متن رحلاتها، كما ارتفعت نسبة الشحن الجوي المنقول على رحلات «السعودية» إلى (53%)، وتضيف «السعودية» طائرتين أخريين من طراز بوينغ (737).[3]
- 1973 تم تشغيل رحلات خاصة لنقل المدرسين وتم افتتاح مراكز شحن للشركة في بروكسل وتايبيه.
- 1974 أضافت «السعودية» طائرتان أخرى ان من طراز بوينغ (737) إلى أسطولها وتبدأ رحلات جديدة إلى باريس ومسقط، كما بدأت رحلات مباشرة من المدينة المنورة إلى كراتشي.
- 1975 انضم إلى أسطول «السعودية» أول طائرتين من طراز ترايستار إل-1011، كما وصلت طائرتا بوينغ من طراز (707) وثلاث طائرات من طراز فوكر إف27 فريند شيب لتنضم للأسطول.
- 1975 لأول مرة في تاريخها يتجاوز عدد المسافرين على رحلات «السعودية» الداخلية والدولية ثلاثة ملايين مسافر، كما تم تشغيل الرحلات الجوية الخاصة كوحدة قائمة بذاتها في جدة ضمن إطار «السعودية».
- انضم إلى أسطول «السعودية» أول طائرتين من طراز ترايستار إل-1011، كما وصلت طائرتا بوينغ من طراز (707) وثلاث طائرات من طراز فوكر إف27 فريند شيب لتنضم للأسطول.
- 1976 تنضم للأسطول إحدى عشرة طائرة جديدة، منها ثلاث طائرات من طراز ترايستار، وتتضاعف الرحلات إلى الدار البيضاء، وتسير «السعودية» رحلة مباشرة بين الرياض ولندن، ورحلات أخرى بين جدة وجنيف، وجدة وتونس.
- 1977 تضم «السعودية» إلى أسطولها (46) طائرة حديثة من بينها (8) طائرات من طراز ترايستار و (10) طائرات من طراز بوينغ (707) وطائرتين من طراز بوينغ (720) و (16) طائرة من طراز بوينغ (737)، ويتجاوز عدد المسافرين على الرحلات الداخلية والدولية خمسة ملايين مسافر، كما ترتفع كميات الشحن الجوي إلى (38) مليون كيلوجرام بزيادة تسعة ملايين كيلوجرام عن عام 1976 م.[3]
- 1978 السعودية تنقل (6,5) مليون مسافر، وتنضم ثلاث طائرات جديدة من طراز بوينغ (737) إلى الأسطول.
- 1978 تشغيل نظام جديد للحجز الآلي في كل من جدة والرياض والدمام ولندن.
- 1978 افتتاح مركز جديد للخدمات الطبية بجدة
- 1979 تنقل «السعودية» ولأول مرة في تاريخها (8) ملايين مسافر، وتبلغ كميات الشحن الجوي المنقول (61) مليون كيلوجرام، كما تم تسيير رحلة مباشرة بين الظهران ونيويورك، كما تم ربط إدارة العمليات الجوية بنظام (FRIARS) والصيانة بنظام (MEMIS) ميمس.[3]
- 1978 بدأت السعودية باستخدام نظامها للحجز الآلي الجديد (سارز). كما قام مكتب الحجز بجدة بتركيب نظام ألي حديث لتوزيع مكالمات الحجز.
- 1979 تنقل «السعودية» ولأول مرة في تاريخها (8) ملايين مسافر، وتبلغ كميات الشحن الجوي المنقول (61) مليون كيلوجرام، كما تم تسيير رحلة مباشرة بين الظهران ونيويورك، كما تم ربط إدارة العمليات الجوية بنظام (FRIARS) والصيانة بنظام (MEMIS) ميمس.[3]

### عقد 1980
- 1980 انضمت ثلاث طائرات من نوع «ترايستار» إلى أسطول الشركة، كما تم انضمام طائرتي «فوكر إف 28 فيلوشيب» ذات الـ60 مقعدا بدلاً من "فوكر ف-27". وفي هذا العام تم افتتاح رحلات إلى بانكوك، دكا، مقديشو، ونيروبي.

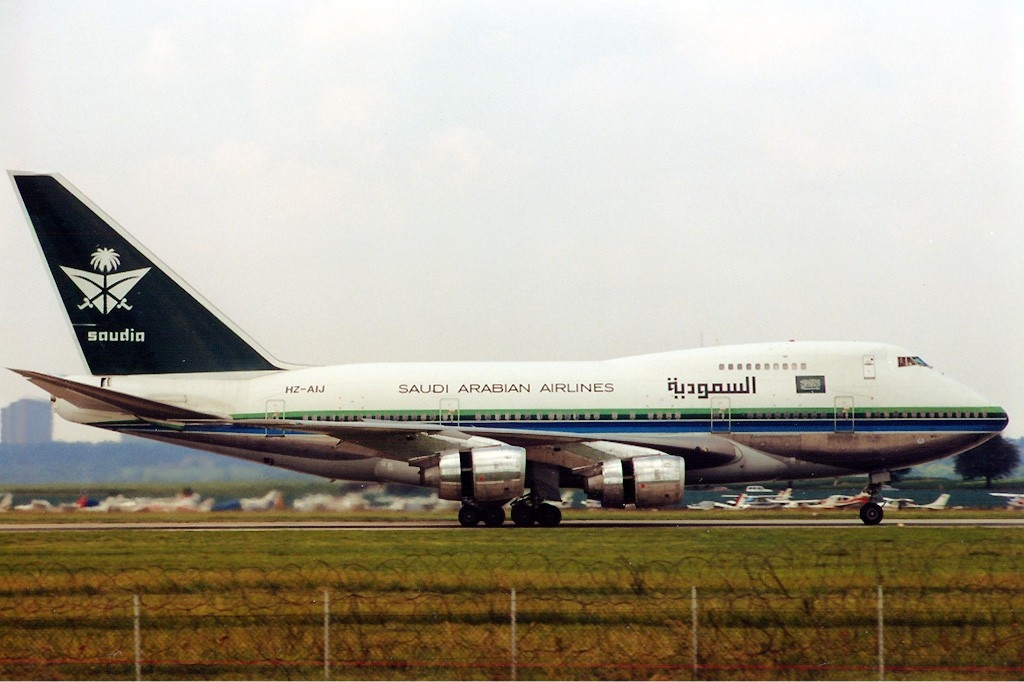
طائرة الخطوط السعودية من طراز بوينغ 747 أس بي، والتي خصصت لرحلات الطويلة المدى

- 1981 انتقلت السعودية إلى الصالة المخصصة لها في مطار الملك عبد العزيز الدولي الجديد بجدة وتم تأسيس وحدة تموين السعودية، كما أنتقل قسم الخدمات الفنية إلى الحظائر والورش الجديدة بالمطار الجديد. في 1 يوليو، بدأت أول رحلة مباشرة من جدة إلى نيويورك بطائرات البوينغ 747-اس بي التابعة لـالسعودية. وهذه الرحلة، بالإضافة إلى رحلة الرياض / نيويورك التي أفتتحت لاحقاً، هما الرحلتان المباشرتان الوحيدتان اللتان تغطيان أربع قارات، حيث أنهما تصلان آسيا وأمريكا الشمالية بالمرور من فوق أفريقيا وأوروبا. وفي هذا العام تم تسيير رحلات إلى دلهي ومدريد.
- 1982 دخلت عشرة (10) طائرات من طراز بوينغ 747 إلى الخدمة قبل نهاية العام، وتم تشغيل رحلات إلى مانيلا، سنغافورة، وإسلام أباد.
- 1983: تمكنت السعودية من نقل 11,4 مليون راكب خلال هذا العام. وبدأت رحلات مباشرة إلى سيول ورحلة موسمية إلى نيس واعادت رحلات بغداد. كما بدأ بتشغيل مطار الملك خالد الدولي الجديد بالرياض. وتم افتتاح ورشة توضيب محركات رولز رويس أر بي 211 بجدة.
- 1984: انضمت (11) طائرة من طراز ايرباص إيه300-600 قبل نهاية أكتوبر من هذا العام بينما وصلت أول طائرة من هذا الطراز في شهر مارس. وتم في هذا العام افتتاح خط جديد إلى كولومبو. علاوة على ذلك تم تسليم طائرتين (2) من طراز سيسنا سايتيشن II إلى إدارة الرحلات الجوية الخاصة، كما تم نقل نظام إدارة المواد والمخزون (ميميس) إلى مدينة جدة بعد أن كانت تستضيفه شركة طيران اليتاليا منذ 1979.
- 1985: استلمت خمس طائرات بوينغ 747-300 (ذات الطابق الموسع) من أصل عشرة. وبدأت السعودية عمليات التدريب الجوي الأساسي بالمملكة.
- 1986: وصول خمس طائرات أخرى من طراز بوينغ 747-300 وادخالها في الخدمة. وفي سبتمبر من هذا العام تم إنشاء مركز لتجميع الشحنات ببروكسل، كما بدئ بتسيير رحلات إلى أمستردام ولاهور.

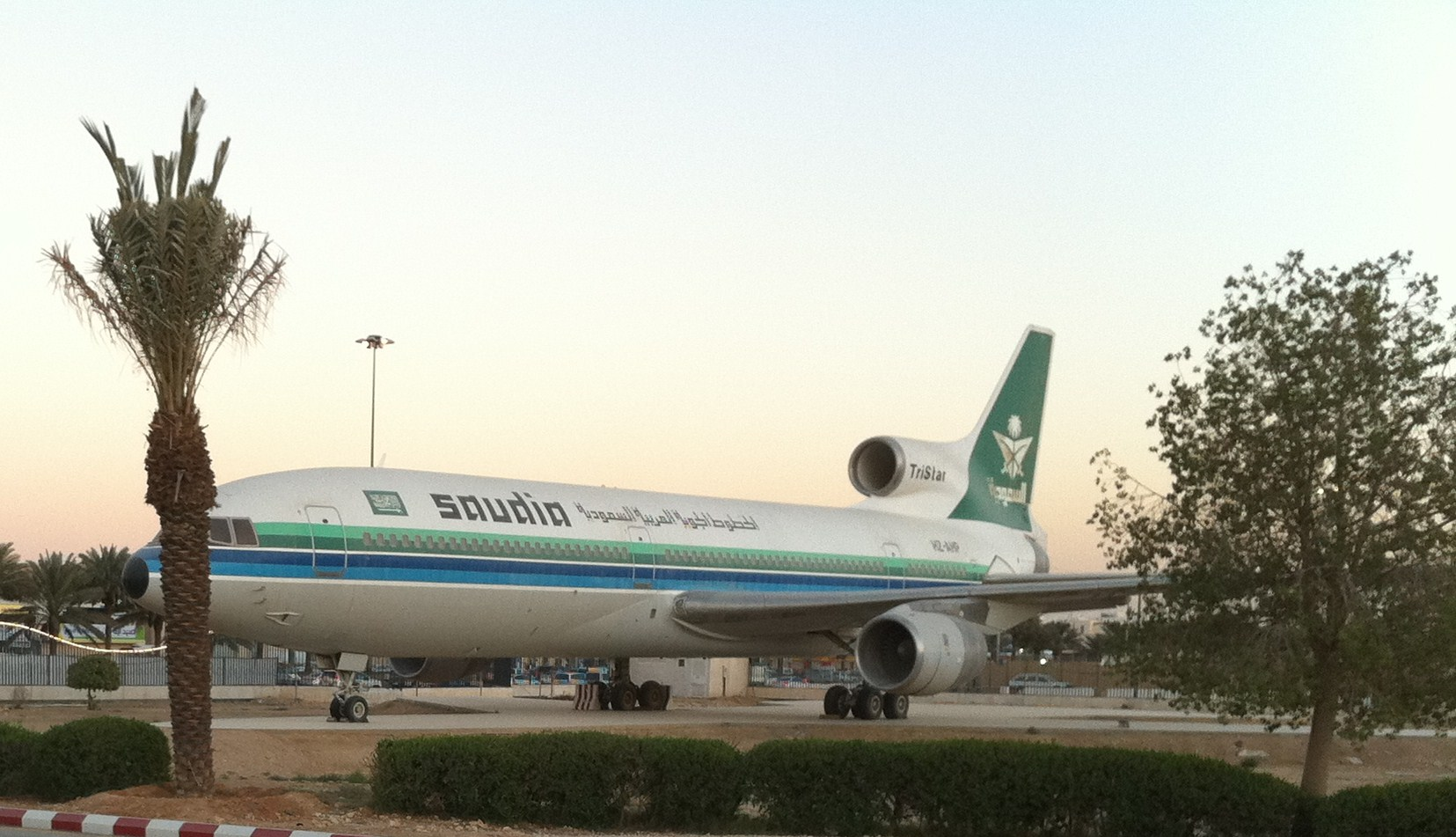
طائرة الخطوط السعودية من طراز لوكهيد إل-1011 تراى ستار عام 1980، معروضة في متحف صقر الجزيرة، الرياض

- 1987: تسيير رحلات جديدة إلى داكار وكوالا لمبور. ونقل نظام السعودية للحجز الآلي المعروف باسم (سارز) من لندن إلى جدة كما تم انضمام السعودية إلى نظام بهاماز للبحث الآلي عن العفش المفقود. في هذا العام، بدأت الرحلات إلى أمستردام. وتم تأسيس شركة مجلس التعاون الخليجي لخدمات الطيران المحدودة (جاسكو) بالتعاون ما بين المملكة العربية السعودية، والكويت، والبحرين، وقطر، والإمارات العربية المتحدة وعمان. تم تدشين («درجة الأفق») الخاصة برجال الأعمال على رحلات نيويورك، ولندن، والقاهرة وتمت اضافتها على خطوط أخرى لاحقاً.
- 1988: في 15 يونيو تم تشغيل أول رحلة إلى واشنطن دس سي، كامتداد لرحلة نيويورك. وتم إنشاء مركز لتجميع الشحنات في تايبيه. كما قامت شركة جاسكو بإنشاء وحدة التموين الإسلامي مناصفة مع شركة ماريوت.
- 1989: تسيير رحلات إلى لارنكا، واديس ابابا وتشغيل وحدة التموين الإسلامي تحت مسمى ماريوت/جي سي سي، الآن تحت مسمى (كيتراير / جي سي سي للخدمات الجوية).[3]

### عقد 1990
- 1990: افتتاح خط جوي للشحن الخالص إلى طوكيو كامتداد لخط تايبيه.
- 1991: في 1 أبريل السعودية تقوم بتشغيل رحلاتها إلى مدراس (شيناي) وهي المحطة الثالثة للخطوط السعودية في الهند.
- 1992: بدأت السعودية باستخدام زي جديد للمضيفات من تصميم مصمم الأزياء السعودي عدنان أكبر.
- 1993: تسيير رحلات جديدة إلى أسمرة.
- 1994: تسيير رحلات موسمية يومية إلى أورلاندو، ابتداء من 4 يوليو. وتركيب الهاتف الجوي على بعض طائرات الاسطول.
- 1995: تحتفل الخطوط الجوية العربية السعودية بالذكرى الخمسين لتأسيسها في 15 مايو. وفي هذا العام قامت السعودية برفع مستوى الدرجة السياحية واستبدالها باسم درجة الضيافة. كما قامت باستحداث وجبة الطفل ووجبة الفارس في الدرجة الأولى للمسافرين الذين يرغبون في تناول وجباتهم في الأوقات التي يختارونها. وفي 25 أكتوبر، وقعت السعودية صفقة لشراء 61 طائرة من شركتي بوينغ وماكدونل دوغلاس، وتم التوقيع عليها وإنهاء إجراءاتها في واشنطن.

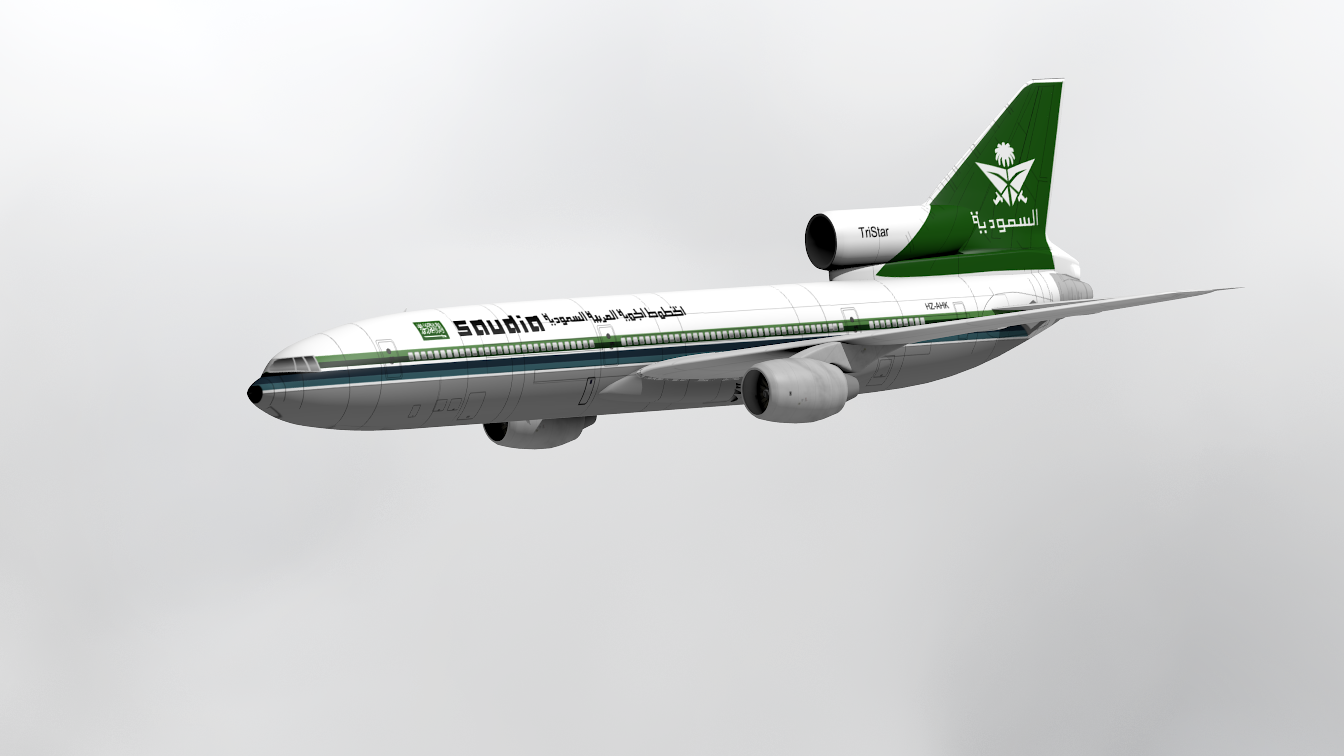
طائرة الخطوط السعودية بالشعار القديم قبل 1996

- 1996: تم تدشين الشخصية الجديدة للخطوط السعودية في 16 يوليو. وفي 28 أكتوبر بدأت السعودية بتسيير رحلات إلى جوهانسبرغ. وفي 4 ديسمبر تم إنشاء موقع الخطوط الجوية العربية السعودية على الشبكة العنكبوتية. وفي 14 ديسمبر بدئ بتشغيل رحلات مباشرة من الظهران إلى القاهرة. وفي 2 أبريل بدئ بتسيير رحلات مباشرة من الرياض إلى اسمرة واديس ابابا.
- 1997: في 1 فبراير استئناف رحلات السعودية إلى بيروت وفي 25 ديسمبر وصول أول طائرة من الطائرات الجديدة إلى الرياض. واستحداث مواد للقراءة مطبوعة على طريقة برايل للمسافرين المكفوفين.
- 1998: 11 يناير دخلت أول طائرة من الطائرات الجديدة في الخدمة الفعلية.
- 1999: تسيير رحلات منتظمة إلى الإسكندرية وأثينا وميلان. وتسيير رحلات موسمية إلى ملقا ونيس. وبدء تسيير رحلات منتظمة بين الظهران-بيروت والرياض-صنعاء. - وصول أول رحلة إلى مطار الملك فهد الدولي في الدمام، وفي 28 نوفمبر 1999 م. - تم حظر التدخين على متن طائرات السعودية المتجهة من وإلى دول الخليج العربي وعدد من دول آسيا وأفريقيا.[3]

### عقد 2000

شعار"السعودية"من عام 1997 إلى 2023

- 2000 الخطوط السعودية تنتقل إلى عهد جديد وذلك بتوقيع سلطان بن عبد العزيز آل سعود، وزير الدفاع والطيران والمفتش العام، على عقد دراسة تخصيص المؤسسة في 8 أكتوبر 2000 م. - البدء في تسير رحلات مجدولة من المدينة المنورة إلى كل من دكا ومومباي في 31 أكتوبر واستئناف الرحلات إلى مدينة كانو بنيجيريا برحلات مجدولة في نفس اليوم. - في أغسطس 2000م، حققت السعودية رقماً قياسياً وذلك بنقل 745 ر367 ر1 راكباً وذلك في شهر واحد. - طائرات الشحن الجوي تقدم خدمتها في مدينة دلهي. - تموين الخطوط السعودية يحقق رقماً قياسياً وذلك بإنتاج 13.5 وجبة خلال عام 2000 م لرحلات السعودية إضافة إلى 50 شركة طيران أخرى. - إدارة الشؤون الفنية وإدارة المواد تحصلان على شهادة آيزو-9002 : 1994 بينما حصلت مطبعة السعودية على شهادة آيزو 9001: 1994.

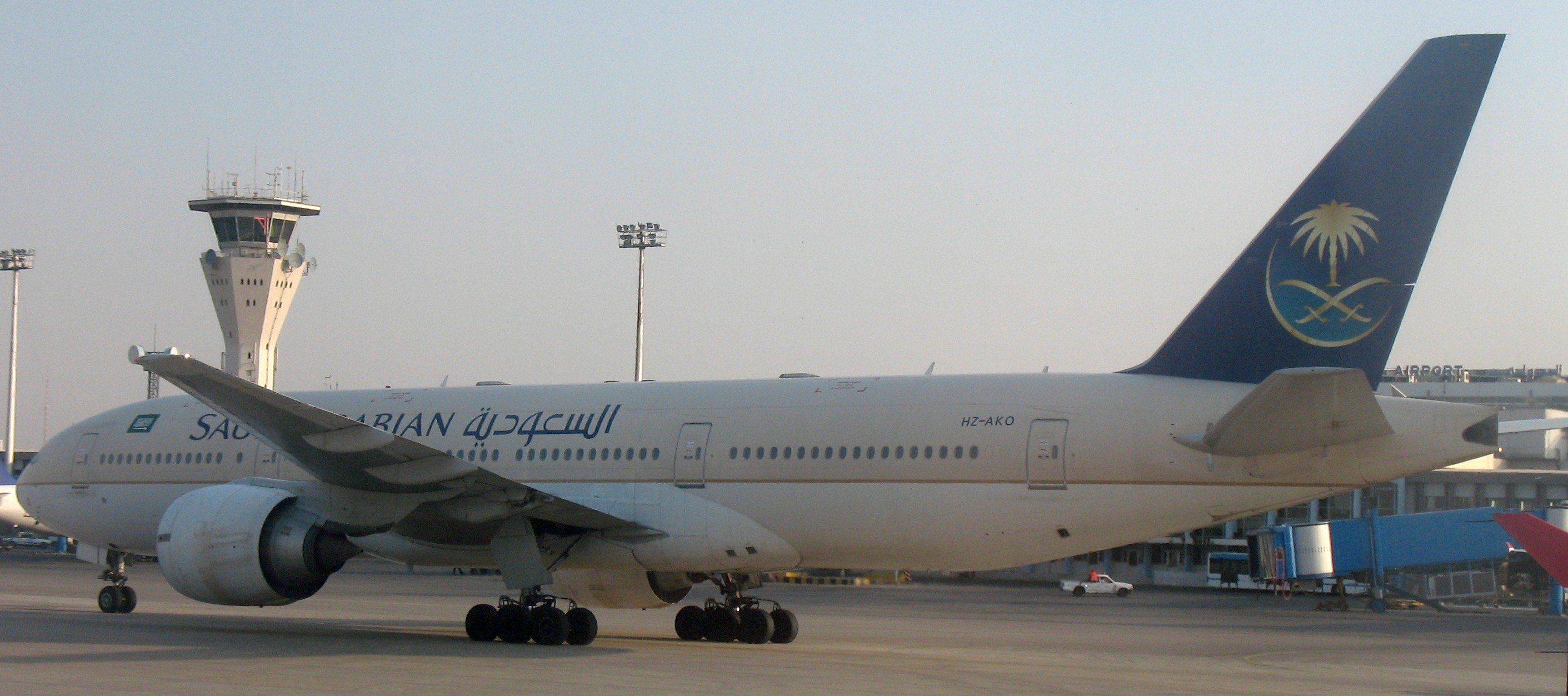
طائرة الخطوط الجوية السعودية من طراز بوينغ 777

- 2001 في 6 أغسطس 2001 م وصلت طائرة بوينغ 777-268 إلى جدة كآخر طائرة تتسلمها السعودية من صفقة الطائرات الحديثة والتي وصل عددها إلى (61) طائرة. - حظر التدخين على رحلات الخطوط السعودية المتجهة من وإلى أوروبا ابتداءً من 18 سبتمبر 2001م. - حصول إدارتي تقنية المعلومات والشحن الجوي على شهادة آيزو- 9001 :2000.
- 2002 بدأت الخطوط السعودية في تقديم برنامج «الخدمة الذهبية» في 31 مارس 2002 ابتداء من رحلتها المتجهة إلى الولايات المتحدة الأمريكية.وتقدم الخدمة الذهبية للمسافرين إلى كل من أوروبا، أمريكا، دبي وكوالالمبور.
- 2002 بلغ عدد المسافرين الذين تم نقلهم على متن رحلات السعودية الداخلية والدولية (13.564.300) مسافر، كما بدأت السعودية تشغيل رحلاتها المجدولة إلى مطار الأمير سلمان بن عبد العزيز بالدوادمي الذي تم افتتاحه رسمياً، وقررت السعودية حظر التدخين على جميع رحلاتها من وإلى المملكة بدون استثناء.
- 2003 حصلت السعودية على ترخيص هيئة الطيران الفيدرالية الأوروبية لصيانة الطائرات ومعداتها المسجلة في أوروبا (JAA) وهو أكبر ترخيص يمنح لغير الأعضاء خارج القارة الأوروبية، كما بدأت بتشغيل رحلاتها المجدولة إلى مطار شرم الشيخ بجمهورية مصر العربية وهي المحطة الثالثة بمصر، وبدأت السعودية تشغيل رحلاتها المنتظمة للشحن الجوي من وإلى دكا وأديس أبابا، وتطبيق نظام العفش اليدوي الجديد على جميع المحطات الداخلية والدولية.
- 2003 تدشين نظامها الجديد للحجز عبر الشبكة العنكبوتية (الإنترنت).
- 2003 بلغ عدد المسافرين الذين تم نقلهم على متن رحلات السعودية الداخلية والدولية خلال هذا العام (14.485.141) راكباً، كما تم شحن (270) مليون كيلوجرام من الشحنات.

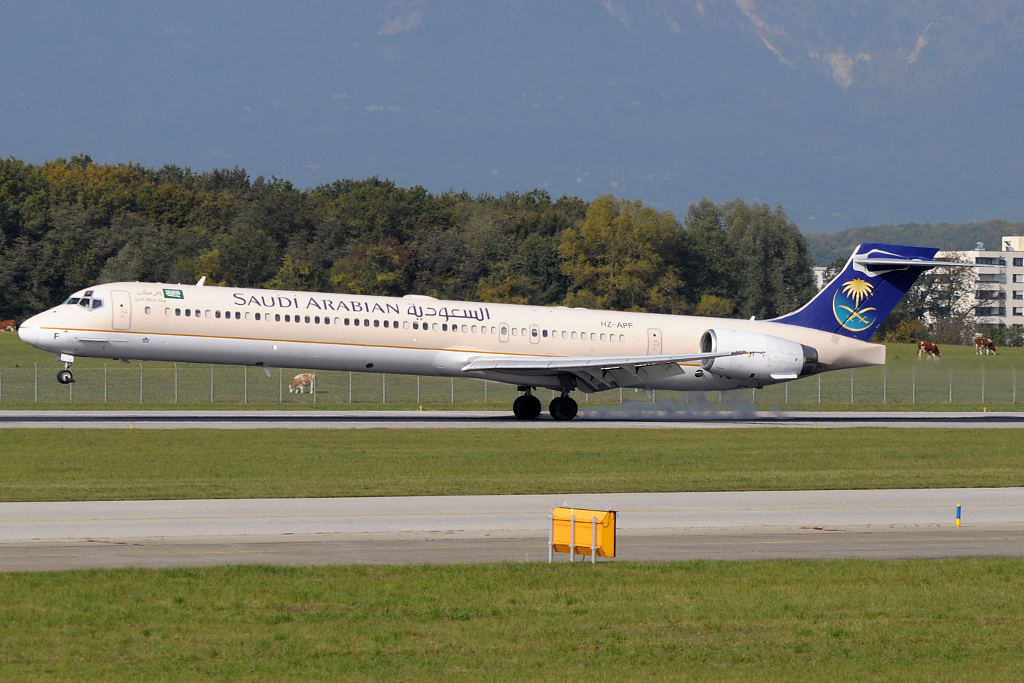
'طائرة ماكدونل دوغلاس إم دي-90 تابعة للخطوط السعودية تهبط في مطار جنيف

- 2004 نقلت الخطوط السعودية أكثر من 15 مليون راكب، وسجلت ارتفاع 14% في الأرباح للشركة، ونقلت أول طائرة أهديت للملك عبد العزيز إلى أحد الميادين في مدينة جدة وهو ميدان الطائرة والذي أزيل في عام 2005.
- 2004 افتتح صاحب السمو الملكي الأمير سلطان بن عبد العزيز أكاديمية الأمير سلطان لعلوم الطيران، كما تم تشغيل رحلات شحن منتظمة من وإلى هونغ كونغ، كما تم في فبراير من نفس العام تدشين موقع خدمات الشحن الجوي على الإنترنت، وتدشين الخدمة الذاتية لخدمة عملاء الشحن الجوي، وفي شهر مارس من نفس العام تم تدشين الوحدة الخامسة لتموين السعودية بالمدينة المنورة.
- 2004 تم تدشين الخدمة الذاتية لإصدار بطاقات صعود الطائرة على الرحلات الداخلية في مطار الملك خالد الدولي بالرياض ومطار الملك عبد العزيز الدولي بجدة، إضافة إلى تدشين وحدة إصلاح وتوضيب المحركات المستخدمة على الطائرات من طراز ماكدونل دوغلاس إم دي-90 في جدة، وإنشاء مقر دائم للخطوط السعودية على أرض المهرجان الوطني التراث والثقافة بالجنادرية، كما تم تسيير رحلات جديدة إلى كل من مدينة مشهد الإيرانية والعاصمة التشيكية براغ، وتسيير رحلات دولية مباشرة من الكويت إلى أبها والمدينة المنورة.

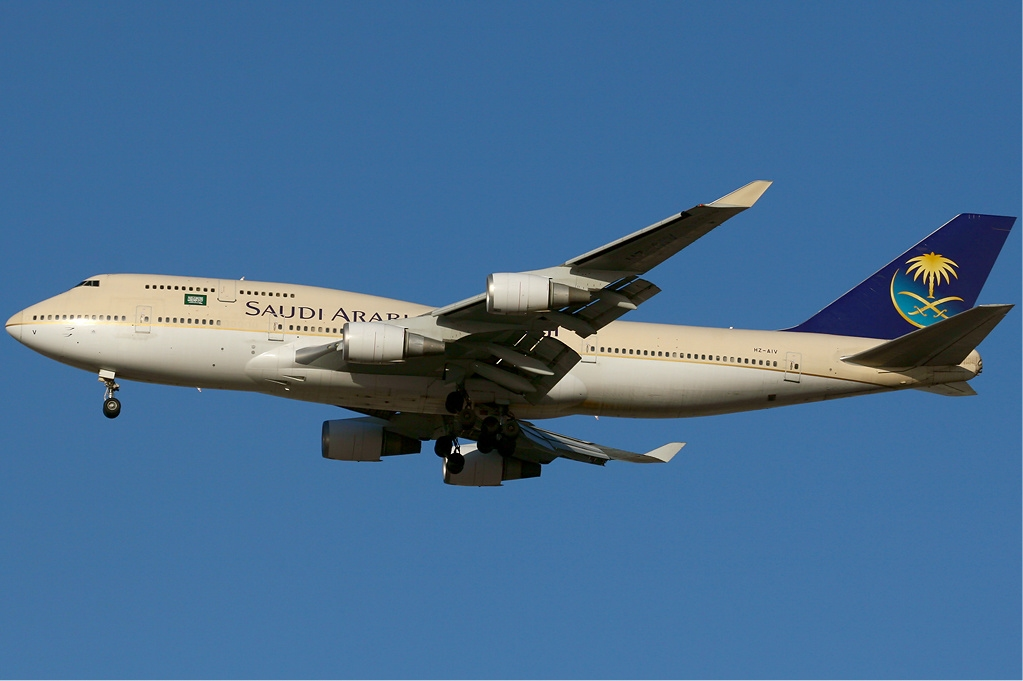
طائرة بوينغ 747 التابعة للخطوط الجوية السعودية

- 2005 وقعت السعودية عقداّ مع شركة إمبراير البرازيلية لشراء (15) طائرة من طراز امبراير 170 لدعم شبكة الرحلات الداخلية والإقليمية، كما احتفلت بنقل المسافر رقم (16) مليوناّ، حيث وصل إجمالي عدد المسافرين بنهاية العام (16) مليوناّ و (800) ألف مسافر، كما تم تشغيل رحلات شحن مباشرة إلى مدينة شنغهاي في الصين.وبدأت السعودية تطبيق برنامجها الخاص بدرجات الحجز المتعددة،
- 2005 احتفلت السعودية بمرور ستين عاماً على إنشائها، ودشنت السعودية في هذا العام خدمات مركز الحجز الموحد (920022222).
- 2006 تم استلام طلائع الطائرات الجديدة من طراز امبراير 170، كما تم تدشين أول رحلات السعودية إلى العاصمة الأسبانية مدريد، وتم توقيع اتفاقية بين السعودية والخطوط الجوية اليمنية للتشغيل بالرمز المشترك، وبلغ عدد المسافرين الذين نقلتهم «السعودية» على رحلاتها الداخلية والدولية (17) مليوناً و (800) ألف مسافر.
- 2007 الخطوط الجوية العربية السعودية تصدر أول تذكرة سفر إلكترونية.
- 2007 تم تخصيص قطاع التموين حيث تم بيع (49%) منه، وتم إطلاق مشروع التذاكر الإلكترونية بمطار الملك عبد العزيز الدولي بجدة، حيث أصدرت أول تذكرة إلكترونية لمسافر على الرحلة رقم (1118) المتجهة إلى مدينة الدمام،
- 2007 دشنت «السعودية» رحلاتها إلى مدينة مانشستر البريطانية وميونيخ الألمانية والعاصمة النمساوية فيينا والعاصمة اليونانية أثينا، وتم تشغيل رحلات شحن منتظمة إلى مدينة قوانجشو كنقطة تشغيل ثانية بالصين، كما تم في هذا العام افتتاح فرع الخطوط السعودية في مدينة فرانكفورت الألمانية، وتدشين رحلات مباشرة من مطار الملك فهد الدولي بالدمام إلى كل من مطار هيثرو بلندن ومطار محمد الخامس الدولي بالدار البيضاء، إضافة إلى تسيير رحلات مباشرة من الرياض والدمام إلى مدينة صلالة في سلطنة عُمان.
- 2007 توقيع اتفاقيتين للتشغيل بالرمز المشترك مع الخطوط الفرنسية والقبرصية، وفي نهاية العام تم توقيع (4) عقود مع شركة (SABRE) لتوفير البرامج التقنية للطيران.
- 2007 بلغ عدد المسافرين الذين نقلتهم «السعودية» على رحلاتها الدولية والداخلية أكثر من (18) مليون مسافر، وبلغ إجمالي كميات الشحن المنقول خلال العام نفسه أكثر من (322) ألف طن.
- 2007 تم في دبي توقيع اتفاقيات وعقوداً لدعم أسطول «السعودية» بسبعين طائرة من طراز إيرباص إيه 320، وبوينغ 787 إيرباص إيه 330 ذات الحجم العريض.
- 2008 «السعودية» تحصل على جائزة التميز الرقمي لعام 2008م.
- 2008 تدشين موقع الخطوط السعودية على شبكة الإنترنت بعد تحديثه وتطويره.

### عقد 2010
- قامة مخصصة لكفيفي البصر

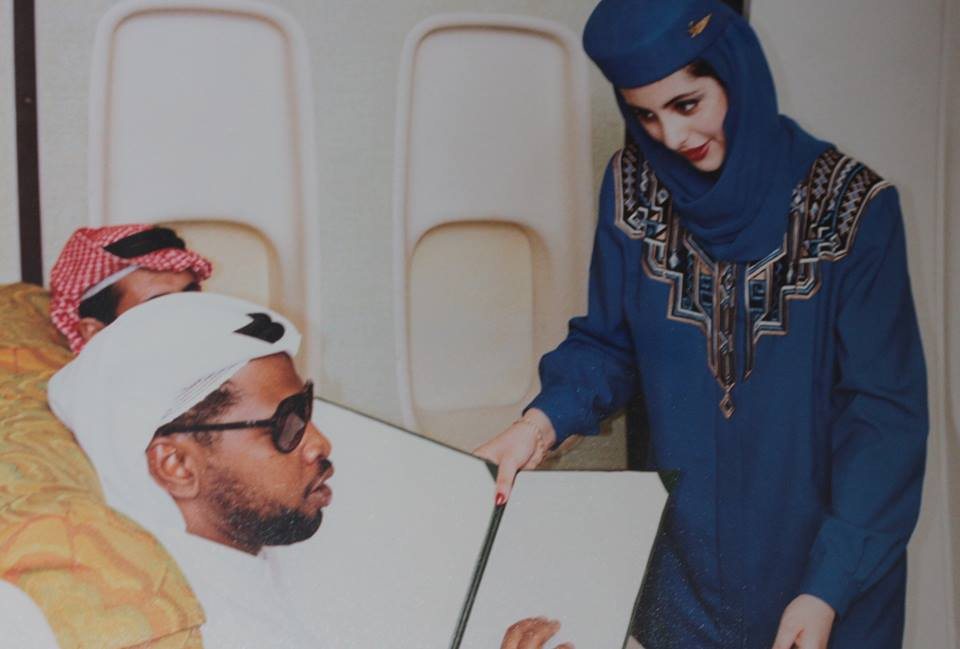
قامة مخصصة لكفيفي البصر

- 2010 إطلاق برنامج عالم السعودية للسياحة.
- 2010 «السعودية» تتسلم طائرتها الأولى من طراز إيرباص إيه 330.
- 2009 دشنت «السعودية» أول طائرة من طراز بوينغ 777 بعد الانتهاء من مشروع تحديث مقصورة ركابها.
- 2010 "السعودية تتحول إلى نظام أماديوس الجديد لخدمات الركاب الذي يمثل نقلةً نوعيةً رئيسية في مستوى الخدمات ويُعد من الأنظمة الآلية للحجز وخدمات البيع والتسويق الأوسع انتشاراً على مستوى العالم.
- 2011 فصلت شركة الخطوط الجوية السعودية عن وزارة الدفاع بأمر ملكي من العاهل السعودي الملك عبد الله بن عبد العزيز آل سعود وحولت لشركة بإدارة مدنية بحته والتي ينتظر منها الارتقاء بخدمات الطيران في المملكة.
- 2011 تطلق خدمات الفرسان عبر مراكز الحجز الموحد.
- 2011 افتتاح محطة الخطوط السعودية في الصين.
- 2011 "السعودية تبتعث 50 طالباً لدراسة علوم الطيران.
- 2011 الخطوط السعودية والخطوط الجوية الفرنسية توقعان اتفاقية الرمز المشترك.
- 2012 تدخل الخطوط السعودية في تحالف سكاي تيم[42] وذلك بعد توقيع خدمه اشتراكية بين الخطوط الفرنسية والخطوط السعودية.
- 2012 في ال29 من مايو، تغير مسمى الخطوط الجوية العربية السعودية إلى السعودية، وذلك احتفاء بدخول السعودية اتحاد الطيران سكاي تيم.
- 2012 كشفت «السعودية» عن شعارها وشخصيتها الجديدة (أهلاً بك في عالمك)، وعن التصميم الداخلي لطائرات البوينغ الجديدة من طراز (B777-300 ER).
- 2012 في 15 أكتوبر وقّعت «السعودية» اتفاقية شراكة وتعاون في مجال التدريب مع الاتحاد الدولي للنقل الجوي «أياتا»، تم بموجبها اعتماد الإدارة العامة للتدريب بالخطوط السعودية كمركز تدريب إقليمي للاتحاد الدولي للنقل الجوي، كما تم توقيع اتفاقية أخرى للشراكة بين «السعودية» و«الأياتا» بمراكز التدريب الخارجية.
- 2012 في 19 نوفمبر وقعت «السعودية» عقدين الأول لإنشاء مبنى أكاديمية الخدمة الجوية، والثاني لتزويد الأكاديمية بستة أجهزة تشبيهية لمقصورة طائرات إيرباص 320 و330 وإمبراير 170 وبوينغ 777 و747 و787، وفور الانتهاء من إنشاء الأكاديمية سيكون بالإمكان استيعاب وتدريب سبعة آلاف متدرب في العام الواحد، مع تقديم خدمات تدريب حديثة باستخدام نماذج الطائرات الجديدة من أجل الارتقاء بمستوى قطاع الخدمة الجوية.[3]
- 2012 في التاسع من ديسمبر رعى صاحب السمو الأمير فهد بن عبد الله بن محمد آل سعود رئيس الهيئة العامة للطيران المدني رئيس مجلس إدارة المؤسسة العامة للخطوط الجوية العربية السعودية حفل تخريج الدفعة الأولى من البرنامج التدريبي المطوّر لمضيفي الخدمة الجوية 2012م بالخطوط السعودية وعددهم 50 مضيفًا.
- 2012 في الحادي عشر من شهر ديسمبر دشنت شركة طيران السعودية الخاص نظامها الترفيهي على أجهزة الآيباد IFE App (Inflight Entertainment System) والمزمع تزويد رحلاتها الخاصة به على متن أسطولها المكون من طائرات الفالكون (7X) وطائرات الهوكر (400XP) وتعد بذلك أول شركة طيران خاص عربية تقدم هذه الخدمة لعملائها، ومن أهم مميزات هذا النظام أنه يعمل دون الاتصال بالإنترنت وذلك لخفض التكاليف.
- 2012 حصلت «السعودية» ممثلة في قطاع تقنية المعلومات على جائزة (سي أي أو 50)، وهي النسخة المخصصة لمنطقة الشرق الأوسط من جائزة أس أو 100 في دورتها الخامسة لعام 2012م وذلك في مدينة دبي بدولة الإمارات العربية المتحدة.
- 2013 في مطلع يناير دشنت ״السعودية״ مشروع ״معلومات ما قبل الرحلة״ (PFI)، الذي يتعلق بإدارة مهام مضيفي الخدمة الجوية، ويتمثل المشروع في جهاز يوفر معلومات شاملة استباقية عن الرحلة، تهدف إلى اطلاع المضيف الجوي على جميع تفاصيل الرحلة والركاب، ليكون مُلمًا بجميع التجهيزات التي يتعين عليه القيام بها حتى يتسنى له تقديم خدمة مثالية .[3]
- 2013 في يناير اختيرت «السعودية» من بين أفضل 10 شركات طيران في المنطقة لتحقيقها أعلى أداء في الالتزام بدقة مواعيد رحلاتها لشهر يناير 2013م وذلك وفقًا لقائمة ״فلايت ستاتس״ الرائدة في مجال صناعة خدمات معلومات الطيران.
- 2013 في الثالث عشر من شهر فبراير حصلت أكاديمية الأمير سلطان لعلوم الطيران على ترخيص واعتراف مهني عالمي من شركة بوينغ العملاقة والرائدة في صناعة الطائرات لتصبح الأكاديمية بموجب ذلك الترخيص مركزًا تدريبيًا عالميًا في برامج تدريب الطيارين المتقدمة، ونظام إدارة الجودة الشاملة والنوعية، وعمليات التدريب التشبيهية (السيموليتر) وصيانة الأجهزة.
- 2013 في الخامس من مارس وقعت «السعودية» ومدينة الملك عبد الله الاقتصادية عقدًا لمجمع «السعودية» للتقنية الذكية وذلك في مدينة الملك عبد الله الاقتصادية برابغ.
- 2013 في يوم 14 مارس افتتح معالي المدير العام المهندس خالد بن عبد الله الملحم مكتب «السعودية» الجديد بالعاصمة البحرينية المنامة الواقع في برج بلاتينيوم بضاحية السيف.
- 2013 في أبريل حققت «السعودية» واحداً من أهم أهدافها الاستراتيجية وذلك بالبدء في التحول إلى أحدث نظام عالمي لحسابات إيرادات الركاب وتدقيق المبيعات (Amadeus Passenger Revenue Accounting - APRA)، لتكون «السعودية» بذلك أول شركة طيران عالمية تحصل من شركة «أماديوس» على هذا النظام الذي يقوم بمساندة جميع عمليات حسابات إيرادات الركاب وتدقيق المبيعات بطرق وأساليب لم يسبق استخدامها في الأجيال السابقة لمثل هذه الأنظمة.
- 2013 في أبريل جددت الإدارة الفيدرالية للطيران الأمريكية (FAA) رخصتها الممنوحة لشركة السعودية لهندسة وصناعة الطيران بعدما قام فريق متخصص من الإدارة مكون من خمسة مفتشين وعلى مدار أسبوعين بإجراء التدقيق السنوي الدوري لجميع أنظمة وإجراءات الصيانة المتبعة في المقر الرئيس للشركة.
- 2013 في مايو وقّعت «السعودية» مذكّرة تفاهم مع أماديوس، الشركة الرائدة في برمجيات الطيران، للتعاون في مجمع التقنية الذكية التابع لـ«السعودية» في مدينة الملك عبد الله الاقتصادية بمدينة رابغ، وينتظر أن تسهم هذه المبادرة في تطوير نظم التجارة الإلكترونية وحلول الأجهزة الكفية لبرمجيات الطيران، بالإضافة إلى المساندة في المبادرات الحالية والمستقبلية في مجال خدمات الشحن والمطارات والحلول المتعلقة بالإيرادات.
- 2013 في السابع عشر من مايو تسلمت «السعودية» أولى طائراتها الجديدة من طراز بوينغ (B777-300ER) ذات الدرجات الثلاث (أولى، أعمال وضيافة) بالمواصفات والتصاميم الجديدة وذلك بمقر شركة بوينغ بمدينة سياتل بالولايات المتحدة الأمريكية.
- 2013 في مطلع شهر يونيو حصدت شركة الخطوط السعودية للشحن المحدودة جائزة التميز في صناعة الشحن الجوي 2013م، وذلك في الحفل الذي نظمته الوكالة الإعلامية المتخصصة (Air Cargo Week) وذلك في مدينة ميونيخ الألمانية.
- 2013 في إطار حرص «السعودية» على تقديم أقصى درجات الراحة والرفاهية للمسافرين، وانطلاقًا من سعيها الحثيث إلى تطوير خدماتها بما يواكب توقعات وتطلعات عملائها، بدأت «السعودية» يوم 5 أغسطس 2013م التشغيل التدريجي لصالة الفرسان الجديدة للرحلات الدولية بمطار الملك خالد الدولي بالرياض والتي تتسع لمائتين وخمسين زائرًا وذلك على مساحة (1,200) متر مربع.
- 2013 في شهر أغسطس أعلنت «السعودية» نجاح إعادة تدشين برنامج الفرسان الذي تم تصميمه وتطويره بحيث يوفر العديد من المزايا التنافسية للعملاء.
- 2013 بدأت «السعودية» اعتبارًا من 27 أكتوبر تشغيل رحلاتها المباشرة أيام الثلاثاء والجمعة والأحد بدون توقف من الرياض إلى مدريد ذهابًا وعودة مرورًا بجدة، حيث خصصت للتشغيل على هذا القطاع طائراتها من طراز «إيرباص 320» وبذلك يرتفع عدد المحطات التي تطير إليها «السعودية» إلى (78) محطة محلية ودولية.
- 2013 في 28 أكتوبر دشنت «السعودية» أولى رحلاتها إلى مدينة تورونتو الكندية، إلى جانب تجهيز كاونترات «السعودية» بمطار تورنتو الدولي بالمتطلبات والأجهزة الحديثة والموظفين المؤهلين.
- 2013 في أكتوبر انتهت «السعودية» من تركيب أنظمة وحلول الخدمات الهاتفية الرقمية والتي تعمل عبر الشبكة الدولية لها، ومن خلال هذه الخدمة يتم تحقيق معدلات توفير عالية عبر إلغاء الحاجة إلى المكالمات الدولية المدفوعة بين مكاتبها المحلية و250 مكتبًا دوليًا منتشرًا حول العالم.
- 2013 حصلت «السعودية» على جائزة «إنجازات الأعمال العربية 2013» من مجلة «إريبيان بزنس» باختيارها «شركة العام» من بين العديد من شركات الطيران في منطقة الشرق الأوسط وذلك من خلال متابعة أدائها ونموها في الفترة من يناير حتى سبتمبر 2013م، وقد تم اختيار «السعودية» لهذه الجائزة عبر تصويت مغلق نظمته مجموعة (ITP) في دبي بمشاركة عدد من الخبراء والمختصين.
- 2013 في شهر ديسمبر حازت «السعودية» على المركز الثاني في معدل انضباط مواعيد الرحلات في قائمة شملت شركات الطيران التي تمثل جميع قارات العالم وذلك من واقع التقرير الذي أصدره موقع "FlightSats" لشهر ديسمبر 2013م.
- 2013 في ديسمبر دشنت «السعودية» قسم المختبر الجديد بالمركز الطبي الرئيس بجدة بعد تجهيزه بأحدث المعدات والأجهزة الطبية على مستوى المملكة.
- 2013 حصلت شركة الخطوط السعودية للشحن على جائزة التميز والناقل الجوي الأسرع نموًا لعام 2013م في معرض الشحن الجوي الدولي في مدينة مومبي الهندية.
- 2013 في نهاية عام 2013م حققت «السعودية» أعلى معدل لنقل الركاب منذ تأسيسها حيث بلغ عدد الركاب المنقولين (25.241.421) راكبًا وذلك على متن (177.435) رحلة داخلية ودولية وبمعدل انضباط للرحلات بلغت نسبته (90.46%).
- 2014 في مطلع عام 2014م قامت «السعودية» بتسيير رحلات يومية مباشرة من مطار أبها الإقليمي إلى مطار القاهرة الدولي بطائرات من طراز إيرباص.
- 2014 في يناير دشنت «السعودية» أول جهاز خدمة ذاتية في مركز تسوق بجدة.
- 2014 في فبراير حصدت إدارة تقنية المعلومات بـ«السعودية» جائزة سي آي أو 50 للعام الثالث على التوالي، كما حصدت شركة الخطوط السعودية للشحن جائزة التميز والناقل الجوي الأسرع نموًا في عام 2013م وذلك حسب الاستفتاء الذي أجرته المطبوعة المتخصصة في مجال صناعة الشحن الجوي العالمي (STAT Times)، وجاء التكريم على هامش مشاركتها في معرض الشحن الجوي الدولي في مدينة مومباي الهندية.
- 2014 في فبراير احتفلت «السعودية» بمرور خمسين عامًا على تشغيل أولى رحلاتها إلى دبي بالإمارات العربية المتحدة وتم افتتاح مكتب «السعودية» الجديد هناك، كما احتفلت في العاصمة البريطانية لندن بتخريج 22 متدربًا يمثلون الدفعة السادسة من برنامج «رواد المستقبل».
- 2014 في شهر مارس تم وضع حجر الأساس لمبنى «السعودية» الجديد في المدينة المنورة، كما تم توقيع اتفاقية شراكة مهنية مع شركة لوكهيد مارتن الأمريكية.
- 2014 في يوم 25 مارس رعى صاحب السمو الأمير فهد بن عبد الله بن محمد آل سعود رئيس الهيئة العامة للطيران المدني حفل تكريم خريجي الأكاديمية السعودية للطيران المدني الذين انهوا بنجاح الدبلوم العالي في الملاحة الجوية.
- 2014 في 31 مارس دشنت «السعودية» أولى رحلاتها إلى مدينة لوس أنجلوس كوجهة ثالثة في الولايات المتحدة الأمريكية، كما قامت بتدشين أول رحلة مباشرة لها من مطار الملك فهد الدولي بالدمام إلى إسطنبول.
- 2014 في 1 أبريل بدأت «السعودية» تشغيل رحلاتها المباشرة أيام الأحد والثلاثاء والخميس من جدة إلى مانشستر ذهابًا وعودة، حيث خصصت طائرات من طراز بوينغ (B777-300ER) للتشغيل على هذا القطاع.
- 2014 في 8 أبريل حازت «السعودية» على جائزة أفضل شركة طيران تقدم خدمات الإنترنت والتجوال الدولي على متن طائراتها والمقدمة من شركة (OnAir) وذلك خلال المعرض السنوي الذي أقيم في مدينة هامبورغ الألمانية.
- 2014 في أبريل حصدت «السعودية» جائزة المركز الأول والدرع الذهبي متفوقة على 120 شركة طيران عالمية تعمل في مطار دبي الدولي وذلك في انضباط مواعيد الرحلات والمستوى المتقدم في الحركة التشغيلية.
- 2014 في شهر أبريل حصلت «السعودية» على المركز السادس عالميًا في انضباط مواعيد الرحلات خلال عام 2013م،
- 2014 في شهر مايو دشنت شركة الخطوط السعودية للشحن نظام بوليصة الشحن الجوي الإلكترونية (e-AWB).
- 2014 في 26 مايو حصدت إدارة تقنية المعلومات بـ«السعودية» جائزة الجودة العالمية للعام الثاني.
- 2014 في شهر مايو انضمت تركيا لخدمة مركز الحجز الموحد للمحطات الدولية.
- 2014 في 23 يونيو تم افتتاح المبنى الجديد لوحدة المتقاعدين بمدينة «السعودية» بجدة.
- 2014 في 15 يوليو تمت ترقية «السعودية» إلى مستوى شركة طيران 4 نجوم، وحصدت جائزة أفضل مقعد على درجة الضيافة (السياحية) وجائزة أفضل وسائل الراحة على الدرجة الأولى.
- 2014 في 3 أغسطس تم تعيين المهندس صالح بن ناصر الجاسر مديرًا عامًا للمؤسسة العامة للخطوط الجوية العربية السعودية خلفًا للمهندس خالد الملحم.
- 2014 في 9 نوفمبر تم تدشين صالتي الفرسان الداخلية والدولية بمطار الملك فهد الدولي بالدمام.
- 2014 في شهر نوفمبر قامت «السعودية» بابتعاث مجموعة من الطلبة لدراسة الطيران الأساسي في أمريكا.
- 2014 في 16 نوفمبر دشنت «السعودية» القسم النسائي بمكتب حي المروج بالرياض.
- 2015 في 2 مايو وفرت «السعودية» خدمة جديدة لمسافريها من «المكفوفين» يتمثل في طباعة دليل خاص بلغة «برايل» لإرشادهم إلى كافة المواقع داخل مقصورة الطائرة والذي يمكنهم من خلال ملامسته ودون مساعدة من أحد التعرف على مقصورة القيادة، الدرجة الأولى، درجة الأعمال، الضيافة، منطقة المطبخ، الممرات، دورات المياه، موقع المصلى ومخارج الطوارئ، وتم توفير الدليل على كافة رحلات «السعودية» الداخلية والدولية لتكون بذلك من أوائل شركات الطيران في العالم التي توفر هذه الخدمة.[43]
- 2015 في 3 مايو جددت المنظمة الدولية للنقل الجوي «آياتا» شهادة تدقيق إجراءات السلامة التشغيلية «ايوسا» للخطوط السعودية للمرة السادسة على التوالي، مقابل الإنجاز الذي حققته «السعودية» في المحافظة على مستوى دقة إجراءات سلامة العمليات التشغيلية وتطبيقها للآلية المطورة قبل الموعد المحدد.[44]
- 2017 حصلت الخطوط السعودية على جائزة ستار تراكس لأفضل شركة طيران تطورا في العالم خلال عام 2017 في استطلاع آراء المسافرين.
- 2018 في 31 يناير، السعودية تفوز بجائزتي "شركة طيران العام" و"الابتكار في كابينة الطائرة" لشركات الطيران التجارية" لعام 2018م وذلك ضمن جوائز انفلايت الشرق الأوسط.[45]
- 2018 في 26 أبريل، حصد جناح الخطوط السعودية في معرض سوق السفر العربي 2018 بدبي جائزة أفضل جناح بناء على تصويت الجمهور، وذلك من بين (2500) جهة عارضة من المؤسسات الرسمية وشركات الطيران وخدمات ومنتجات النقل الجوي وهيئات السياحة ووكلاء السفر والفنادق وغيرها من الشركات المتخصصة في السفر والسياحة.[46]
- 2018 في 29 أبريل، حصلت شركة الخطوط السعودية للتموين وللعام الثاني على التوالي بجائزة أفضل ممارسات حوكمة الشركات في المملكة، من بين 171 شركة مساهمة مدرجة في سوق الأسهم السعودية.[47]
- 2018 في 5 مايو، أطلقت الخطوط السعودية خدمة جديدة وغير مسبوقة على مستوى الشرق الأوسط وآسيا وافريقيا تتيح لضيوفها المسافرين على رحلاتها الداخلية ووجهات دولية منتقاة التواصل «مجانا» عبر تطبيق واتس آب “WhatsApp” للتواصل الاجتماعي الأكثر شهرة واستخداما في المملكة وعلى مستوى العالم.[48]
  - 2019 في 4 أكتوبر تم تكليف الأستاذ سامي سندي مديرًا عامًا للمؤسسة العامة للخطوط الجوية العربية السعودية خلفًا للمهندس صالح الجاسر.

### عقد 2020
- 2021 وقعت الخطوط السعودية إتفاقية شراكة مع شركة «جنرال إلكتريك الرقمية» الرائدة في البرمجيات الصناعية، لتطبيق حلول سجلات أصول برامج الطيران، لتتمكن من رقمنة جميع سجلات الصيانة وفهرستها وأرشفتها ومطابقة هذه السجلات مع نظام الصيانة والخدمات الهندسية المرتبط، وربط سجلات وبيانات العمليات الداخلية والخارجية وتيسير عملية توثيقها.[49]
- 2023، أعلنت الخطوط السعودية في 30 سبتمبر 2023، عن هويتها البصرية الجديدة تحت شعار "لنا جونا". كما أعلنت عن مجموعة من المبادرات في إطار مشروع التحول الرقمي، كاستخدام تقنية الذكاء الاصطناعي كمساعد افتراضي يحمل اسم "سعودية"، وهو الأول من نوعه في المنطقة، ويعمل على تمكين الضيوف من إتمام جميع إجراءات الحجز والطيران باستخدام هذه التقنية الفعالة بطريقتي الدردشة الكتابية والصوتية، وخدمة المحفظة الإلكترونية التي ستمكّن القطاع العام الحكومي من إصدار وإعادة إصدار التذاكر الحكومية بكل سهولة عبر منصة رقمية موحدة، إضافة إلى تمكين رقمي لجميع علميات ومميزات برنامج الفرسان، وايضا بدء العمل بأنظمة رقمية متطورة تقدم حلولاً سريعة وخيارات مناسبة لظروف التشغيل المختلفة، وتساهم في سرعة ودقة وجودة وتكلفة التشغيل.[50]
- 2024، أعلنت الخطوط السعودية أنها تستعد لاستخدام التاكسي الطائر كوسيلة جديدة في مواسم الحج، حيث سيقوم التاكسي الطائر بنقل الركاب بين مطار الملك عبدالعزيز بجدة وفنادق مكة المكرمة.[51][52]
- وفي 20 مايو 2024 أعلنت الخطوط الجوية السعودية عن طلبية قياسية لشراء 105 طائرات ضيّقة البدن (ذات ممر واحد) من "إيرباص"، تشمل الصفقة 93 طائرة من طراز "إيه 321 نيو" (A321neo) و12 من طراز "إيه 320 نيو" (A320neo)، وهي الأكبر في تاريخ الخطوط السعودية الممتد على مدار 80 عاماً.[53][54]
- وفي 18 يوليو 2024 وقعّت الخطوط الجوية السعودية مع الشركة الألمانية ليليام لصناعة التاكسي الطائر لشراء 100 مركبة طائرة كهربائية.[55][56]
- وفي 19 يوليو 2024 أعلنت الخطوط الجوية السعودية توقيع صفقة تُعتبر الأكبر من نوعها عالمياً لشراء 105 طائرات كهربائية حديثة من طراز "A321neo" و "A320neo" من شركة "إيرباص" العالمية.[57]

## الخدمات الأرضية
منذ عام 1988م بدأت الخدمات الأرضية بالخطوط الجوية العربية السعودية بتقديم مجموعة متكاملة من خدمات المناولة الأرضية للخطوط الجوية العربية السعودية وشركات الطيران المحلية والأجنبية ورحلات الحج والعمرة والرحلات الملكية ورحلات كبار الشخصيات. ويتولى موظفوها خدمة مايزيد عن 150,000 رحلة سنوياً في (26) ستة وعشرون مطار دولي وإقليمي وداخلي.
حيث تشمل خدمات الطيران السعودي جميع أنشطة المناولة الأرضية مثل: 
- إدارة المحطات وتمثيل الشركات.
- خدمات الركاب داخل الصالات والساحات.
- تشغيل المعدات الثقيلة.
- خدمات مناولة الأمتعة.
- هندمة المقصورة.
- خدمات الأسطول.
- معدات الدعم الأرضية.
- مراقبة الحمولة.
- توجية الطائرات وحركتها داخل الساحات.
- خدمات الساحة.
- نقل ومرافقة الشحنات.
- التنسيق مع متعهدي التموين والوقود.

## الخدمات داخل الطائرة
مجلة إن فلايت المقدمة من طرف الخطوط السعودية تسمى "أهـلـاً وسَـهـلـاً. لا يتم تقديم أية مشروبات كحولية على متن طائراتها ولا لحم خنزير أيضا في توافق مع تعاليم الشريعة الإسلامية في ما يخص المأكل والمشرب. طائراتها إيرباص A330-300 وبوينغ 777-300ER مزودة بشبكة واي فاي وخدمات الهاتف على متن الجو. معظم الطائرات كذلك مزودة بمكان للصلاة.

## التموين
خدمات التموين هي جزء من الخطوط الجوية العربية السعودية، وقد تم تأسيسها في جدة عام 1981. اسفرت جهودنا المستمره عن تنصيب أكثر من أربع وحدات متواجدة حاليا في الرياض، الدمام، المدينة المنورة، والمطارات الدولية في المملكة العربية السعودية. بالإضافة إلى وحدة في مطار القاهرة الدولي بمصر.
- لمواجهة جميع التحديات، قامت «السعودية» بخطة توسع متكاملة لجميع الوحدات تشمل المبانى والمرافق والمعدات والفنيين. ونتيجة لذالك فإن التموين تقوم بتقدم خدمة مثالية ناجمة عن مرافقها القادرة على تلبيه احتياجاتنا وطلبات عملائنا الكرام في المنطقة وحول العالم.

### الوجبات على متن الطائرة
خبرة الشركة في التخطيط تتبع الضبط للقوائم المحددة حسب الرحلة وحسب درجات الخدمة، ومنها وجبات خاصة بالدرجة الأولى ودرجة رجال الأعمال والVIP والوجبات المجهزة خصيصاً لدرجة الضيافة والحجاج والمعتمرين، بالإضافة إلى أكثر من 20 وجبة لذوي الاحتياجات الخاصة مثل النباتيين والمصابين بالسكري يمكن طلبهم مسبقا.
- فريق الطهاة الدولي يتكون من خبراء في طهي العديد من الوجبات المحلية والإقليمية المختلفة كالعربية والأوروبية والأمريكية والآسيوية، حيث تحرص الشركة على تقديم الوجبات بأواني صينية للدرجات الأولى ورجال الأعمال، وأواني للاستعمال الفردي (disposable) لدرجة الضيافة.
- إضافةً إلى ذلك تصمم الشركة معدات التموين مثل أدوات المائدة والعربات والأطباق ومعدات دورات المياه والعلامات التجارية لحقائب الراحة المقدمة للركاب.

### تخطيط قوائم الطعام
خدمات تخطيط القوائم هي من أهم الخدمات بين شركة الخطوط السعودية للتموين وعملائها والتي من شأنها ضمان إنشاء عمليات فعالة لدعم وتحسين نوعية وجبات الطعام لدينا والخدمات لضمان التالي:
- حاجة العملاء من حيث مفهوم ونوعية الوجبات المقدمة في رحلاتهم.
- ضمان فاعلية التكلفة بضمان الجودة لكافة أنواع الوجبلت المقدمة.
- ختبار وإنشاء الوصفات وتقييم المواد الخام.
- تقديم اختبارات مطبخية لإعداد وصفات جديدة.
- ترجمة وطباعة وتوزيع بطاقات القوائم لعملائنا.
- مراجعة التكاليف والأسعار المقدمة لعملائنا وفقا للجدول الزمني المتفق عليه معهم.
- مراجعة وتقييم الوصفات الجارية.

## خدمات الخطوط السعودية لضيوف الرحمن
تلعب الخطوط السعودية دورًا رئيسيًا في نقل الحجاج إلى مكة المكرمة والمدينة المنورة، وتعمل على توفير تجربة سفر مريحة وذات جودة عالية لضيوف الرحمن. تقدم الخطوط السعودية العديد من الخدمات لخدمة الحجاج، مثل إصدار بطاقات الصعود للطائرة، وتقديم وجبات متنوعة على متن الطائرات، وتوفير شاشات عرض برامج إيمانية، وتقديم خدمات خاصة لذوي الاحتياجات الخاصة.

### نقل الحجاج
تخصص الخطوط السعودية أكثر من مليون مقعد لنقل الحجاج من مختلف أنحاء العالم عبر أكثر من 79 ألف رحلة مجدولة وإضافية.

### إصدار بطاقات الصعود
تقوم الخطوط السعودية بإصدار بطاقات الصعود للطائرة لمرحلتي الذهاب والعودة في محطة المنشأ.

### تقديم وجبات
تقدم الخطوط السعودية على متن الطائرات وجبات متنوعة تناسب مختلف الأذواق مع الإعلان عن الميقات.

### شاشات عرض إيمانية
تقدم الخطوط السعودية برامج متنوعة على شاشات الطائرات تتضمن مواد توعوية وإرشادية بالتعاون مع وزارة الحج والعمرة.

### خدمات لذوي الاحتياجات الخاصة
توفر الخطوط السعودية الكراسي المتحركة لذوي الإعاقة والنقالات الطبية ومعدات الأكسجين على الطائرات لاستخدامها عند الحاجة.

### خدمة "حج بلا أمتعة"
توفر الخطوط السعودية خدمة "حج بلا أمتعة" حيث يتم تسليم الأمتعة من مقر سكن الحجاج.

### خدمة استقبال الحجاج في المطارات
تستقبل الخطوط السعودية الحجاج في مطارات جدة، المدينة المنورة، الرياض، الدمام، وينبع، مع توفير أكثر من 11 ألف موظف من موظفي الصفوف الأمامية وفنيي صيانة طائرات لضمان انسيابية الحركة.

### مبادرة طريق مكة
تشارك الخطوط السعودية في مبادرة طريق مكة لخدمة 120 ألف حاج.

### تقديم خدمات متكاملة
تقدم الخطوط السعودية خدمات متكاملة لضيوف الرحمن، بدءًا من حجز الرحلات، وصولاً إلى تقديم الخدمات في المطارات، وتوفير السكن والإعاشة، وتقديم الخدمات اللوجستية، وفقًا للخطوط السعودية.

### شركة السعودية للحج والعمرة
تم إنشاء شركة السعودية للحج والعمرة ضمن شركات مجموعة الخطوط السعودية لتقديم خدمات وتجربة فريدة لضيوف الرحمن، وفقًا للخطوط السعودية.
تهدف الشركة إلى توفير تجربة سفر إيمانية لضيوف الرحمن تحفها السكينة، وفقًا للخطوط السعودية. 
تعتبر الشركة رائدة في تقديم خدمات الحج والعمرة، وتسعى إلى مواصلة تطوير خدماتها وتجربتها لضمان أفضل مستوى من الرضا لضيوف الرحمن، وفقًا للخطوط السعودية.

## تموين شركات الطيران
تقوم شركة الخطوط السعودية للتموين بتزويدٍ كاملٍ للرحلات التجارية التي تغادر من المملكة بما فيها جميع رحلات الخطوط الجوية العربية السعودية، موفرةً لها التخطيط لقوائم الوجبات وإعداد الوجبات وتوصيلها وتزويدها بالمشروبات وكافة اللوازم، بالإضافة إلى ذلك توفر الشركة خدمات التموين والوجبات على متن الطائرات الخاصة وللعديد من مشغلي رحلات الطائرات المؤجرة ورحلات كبار الشخصيات (VIP) والرحلات الشخصية، وكذلك توفر لعملائها العديد من الخدمات الخاصة التزاماً بقيمها وحرصًا على تحقيق رسالتها، وتشمل هذه الخدمات التزويد بالوسائد واللُّحف والتزامات ذوي الاحتياجات الخاصة وخدمات التخلص من النفايات والعديد من الخدمات الأخرى.

#### المبيعات الجوية
منذ العام 1984م أشرفت شركة الخطوط السعودية للتموين على خدمة المبيعات الجوية والتي تعتبر أحد أفضل خدمات المبيعات على متن الطائرات. حيث تقوم الشركة بشراء المنتجات من المزودين ومن ثم يقوم الركاب باختيار المنتجات من مجلة المبيعات الجوية على متن الطائرة والتي يتم تحديثها ثلاثَ مرات سنوياً. وتعتمد عملية اختيار المنتجات على العديد من العوامل المهمة مثل عادات الركاب في الشراء وإطلاق المنتجات الجديدة واتفاقيات حصرية مع المزوّدين والنسبة ما بين الأسعار والكمية.
المنتجات الأساسية التي تعرض على الركاب هي ما يلي:
- العطور ومستحضرات التجميل
- الساعات والمجوهرات
- الأقلام وأدوات الكتابة
- النظارات الشمسية والاكسسوارات
- ألعاب الأطفال
- المنتجات التي تحمل علامة الخطوط السعودية

كما يتم تحديث تشكيلة المنتجات مرة كل 4 أشهر، حيث يتم اختيار مجموعة المبيعات الجديدة بعناية فائقة إلى جانب المجموعة التقليدية من المنتجات المصممة عالميا والعطور والهدايا. بالإضافة إلى المنتجات المتميزة بألوان الخطوط الجوية العربية السعودية التي تتمتع بشعبية خاصة بين هواة جمع التذكارات، وهي هدية مثالية للأطفال والكبار على السواء.

## برنامج الفرسان
إن الفرسان هو برنامج فريد يقدم للمسافرين الدائمين مع الخطوط الجوية السعودية تشكيلة من الفوائد والامتيازات المُصممة من أجل جعل رحلتهم أكثر فائدة. فكعضو في الفرسان يحق لك الحصول على خدمات شخصية متنوعة خلال اكتساب أميال المكافآت والتي يمكن استبدالها مقابل رحلات مجانية أو لرفع درجة التذكرة. هذا بالإضافة إلى سلسلة من الامتيازات الخاصة الرامية إلى جعل سفرك أسهل من قبل، بما في ذلك حق نقل أمتعة إضافية بشكلٍ كبير وتأشير الأمتعة بعلامات شخصية والأولوية في قوائم الانتظار.
- هو عالم المزايا الحصرية والمكافآت المميزة لبرنامج السفر مقدم من طيران «السعودية».
- يتمتع أعضاء الفرسان بمزايا وخدمات متعددة، رحلات مجانية وترفيع درجة السفر مع زيادة مجانية في وزن الأمتعة وأولوية على قائمة الانتظار وغيرها. بانضمام «السعودية» إلى تحالف شركات الطيران “سكاي تيم”، يمكن لأعضاء برنامج الفرسان الوصول إلى شبكة واسعة من خطوط الطيران العالمية إلى جانب الحصول على أميال المكافآت واستبدالها عبر شبكة “سكاي تيم”.
- إضافة إلى انه يمكن الاستفادة من مجموعة العروض والمكافآت العديدة والحصول على المزيد من الخدمات المختارة من شركاء تحالف “سكاي تيم” من خلال شراكات عالمية لبرنامج الفرسان التي تتضمن بنوك، فنادق، شركات تأجير السيارات، شركات الاتصالات وغيرها ليحصل العميل على أميال المكافآت ومزايا إضافية.

## برنامج رواد المستقبل

شعار برنامج رواد المستقبل أحد برامج السعودية لتأهيل القيادت الشابه.

برنامج «السعودية» لرواد المستقبل بالخطوط الجوية العربية السعودية، من البرامج الرائدة في صناعة النقل الجوي، حيث يتم من خلاله تأهيل نخبة من الشباب السعودي الطموح حديثي التخرج من الجامعات وإعدادهم لتولي مناصب قيادية في مختلف مجالات أعمال الخطوط السعودية.
ويختص برنامج رواد المستقبل بتأهيل الخريجين المتميزين من الجامعات من حملة البكالوريوس والماجستير علمياً وسلوكياً للعمل في مجال صناعة النقل الجوي وذلك من خلال إلحاقهم ببرنامج مكثف يشمل على عدد من الدورات التدريبية المكثفة والتي يتم تقديمها في إدارات التدريب المختصة في «السعودية» أو بيوت خبرة عالمية في تخصصات الإدارة والمالية والمحاسبة والتسويق إضافة إلى عدد من الدبلومات العالمية المتعلقة بصناعة النقل الجوي من جهات دولية متخصصة مثل (IATA).

## حضور متميز

سيارة فورملا 1 تابعة لفريق ويليامز ورعاية الخطوط السعودية سنة 1980

- وتتميز الخطوط السعودية بدعمها ومساهمتها في كافة الأنشطة والمناسبات الوطنية وفي مقدمتها تنشيط حركة السياحة الداخلية والتعريف بالمقومات السياحية والمعالم التاريخية والأثرية في مختلف مناطق المملكة، وهي في هذا الإطار تنفذ برنامج «اكتشف المملكة» الذي يشمل تنظيم رحلات مجانية لممثلي وكالات السفر والسياحة من مختلف انحاء العالم لزيارة المملكة والتعرف على معالمها، بالإضافة إلى زيادة الرحلات من وإلى مصايف المملكة التي يقصدها الزوار من المواطنين والمقيمين وأبناء دول الخليج خلال مواسم الصيف، إلى جانب عضوية مدراء فروع «السعودية» في لجان التنشيط السياحي بكافة مناطق المملكة.
- كما تشارك «السعودية» في الاحتفال بالأسابيع الوطنية مثل أسبوع المرور والشجرة والدفاع المدني وغيرها، إلى جانب دعمها للأنشطة الرياضية خاصة رياضة الفروسية بتقديم الجوائز والتذاكر المجانية للفائزين في سباقاتها بالإضافة إلى رعاية المؤتمرات والندوات والمنتديات التي تستضيفها المملكة تجسيداً لدورها كمؤسسة وطنية رائدة يتجاوز دورها مجالات تخصصها ليشمل التفاعل مع خدمة المجتمع.
- وتواصلاَ للنجاح الذي حققته في مجال التموين أنشأت شركة خدمات التموين للناقلات التابعة لدول مجلس التعاون الخليجي المعروفة باسم (جاكسو) وتلا ذلك تأسيس شركة (ماريوت/جي سي سي) بمطار هيثرو في لندن لإعداد وجبات الطعام وفقاَ للتعاليم الإسلامية.

## الجوائز والتقدير
حازت الخطوط الجوية العربية السعودية منذ أن حلقت في السحاب على مجموعه من الجوائز المحلية والعالمية التي تعتز بمشاركتها مع عملائها. وتتطلع في العصر الذي تتسارع فيه الخطوات، من أن تكون شركة الطيران المحلية والعالمية المفضلة لدى العملاء.

### جوائز 1980 - 1989
- 1989	جائزة IFSA للخدمات الممتازة ودعم صناعة التموين أثناء الرحلة، سان دييجو، الولايات المتحدة
- 1989 	جائزة المبيعات أثناء الرحلة من مجلة " Onboard Services Magazine"، ميامي، فلوريدا، الولايات المتحدة.
- 1989 	في مسابقة Salon Culinaire Competition بمعرض "SaudiFood 89" بالرياض حازت على (9 ميداليات ذهب، 11 فضة، 4 برونز، وميدالية تكريم عامة)	.
- 1989	أختيرت كشركة التموين الرسمية لكأس العالم للشباب المقام باستاد الملك فهد بالرياض
- 1988	جائزة اوسكار لسنة 1988 في كان، فرنسا.
- 1987 	في مسابقة Salon Culinaire Competition بمعرض "SaudiFood 87" بالرياض حازت على (2 ميدالية ذهب، 6 برونز، 6 شهادات).
- 1986	جائزة mercury لخدمات الدعم من IFCA، لندن.
- 1983 شهادة امتياز للنظافة من IAP، الرياض .
- 1983 شهادة المطبخ المثالي من بلدية جدة للصحة البيئية.

### جوائز 1990 - 1999
- 1999 	الجائزة الماسية من مجلة "On Board Service" وذلك لتميز الخدمة المقدمة لذوي الاحتياجات الخاصة.
- 1999 	الجائزة الزمردية من مجلة "On Board Service" وذلك لتميز خدمات الطعام على الطائرة
- 1999 	الجائزة الياقوتية للمبيعات الجوية من مجلة "On Board Service"
- 1999 	جائزة "Quality Cube" من لوفتهانزا.
- 1999 	جائزة أفضل ممون للخطوط الجوية الفرنسية في الشرق الأوسط وأفريقياً.
- 1998 	جائزة Quality Cube Award من الخطوط الجوية الألمانية (لوفنهانزا) لوحدة تموين «السعودية» بجدة كاحدى أفضل الشركات في تموين الطائرات.
- 1998 	شهادة تقدير من الخطوط الملكية الهولندية.
- 1998 	جائزة "Performance Bond Award" من الخطوط البريطانية لوحدة تموين «السعودية» بجدة والرياض
- 1997 	جائزة الخطوط البريطانية للأداء والجودة والخدمة
- 1997 	جائزة الخدمة الممتازة من الخطوط الجوية الألمانية لوفنهانزا لتموين «السعودية» بجدة كأفضل شركة تموين من حيث المواصفات والخدمة الممتازة	.
- 1996 	جائزة "Silver Seal Performance Bond Award" من الخطوط البريطانية لتموين «السعودية» للربع الأول والثاني من 1996.
- 1996 	درع الأمان من رئاسة الطيران المدني	.
- 1996 	جائزة تقدير من طيران الخليج كأفضل شركة تموين في العام.
- 1996 	الجائزة الفضية لأفضل مراعاة للمستهلك لشهري مارس، مايو 1996.
- 1995 	جائزة الشراكة للتعاون الممتاز بين تموين الخطوط الجوية العربية السعودية والخطوط البريطانية	.
- 1994 	جائزة الخدمة الممتازة لوحدة تموين «السعودية» بالرياض من الخطوط البريطانية
- 1993 	جائزة IFSA Presidents’ Award of Distinction 1993 في نيو اورليانز، الولايات المتحدة.
- 1993 	جائزة خدمة الطعام من مجلة "Onboard Service magazine" في نيو اورليانز الولايات المتحدة.
- 1993 	الجائزة الذهبية في مجال الخدمة اثناء الرحلة وجائزة Mercury لـ«وجبات المكفوفين» من IFCA، أمستردام، هولندا.
- 1993 	الجائزة الذهبية لتموين الرياض وجدة، من الخطوط البريطانية "Performance Bond 1992"
- 1993 	في مسابقة Salon Culinaire Competition في معرض Saudi food93 بالرياض حصلت على 4 ميداليات ذهب و6فضة، 8 برونز، 7 شهادات تقدير.
- 1992 	جائزة الجودة الممتازة من الخطوط الفرنسية كأفضل شركة تموين دولية لعام 1991.
- 1992 	جائزة وشهادة تقدير من مجلة "Onboard Services Magazine" لشريط فيديو «قصة نجاح» وعرض «المبيعات الجوية»	.
- 1992 	أفضل شركة تموين للرحلات القصيرة من طيران الخليج.
- 1992 	جوائز "L’Officiel De Tourisme D’Affairs et des Congress" في الفئات الأتية: أفضل وجبات طعام في الدرجة السياحية للرحلات الطويلة، أفضل وجبات طعام في درجة رجال الأعمال للرحلات الطويلة، أفضل عرض لوجبة رجال الأعمال، جائزة برونزية لأفضل شريك مع يونايتيد ايرلاينز.
- 1992 	جائزة IFCA البرونزية للفيلم «قصة نجاح»، برلين، ألمانيا.
- 1992 	جوائز ذهبية وفضية لتموين «السعودية» بالرياض، وجدة من الخطوط البريطانية.

### جوائز 2000 - 2009
- 2000 المركز الرابع عالمياً لوحدة تموين جدة من لوفتهانزا.
- 2000 الجائزة الماسية من مجلة "On Board Service" لتميز الخدمة الغير خاضعة للرسوم على متن الطائرة.
- 2000 الجائزة الماسية لتموين «السعودية» وبرنامج الخدمات على الطائرة وذلك لتميز الخدمة المقدمة للأطفال المصابين بمرض التوحد.
- 2000 جائزة من الاتحاد الدولي لخدمة الطعام على الطائرة (IFSA) وجائزة من الاتحاد الدولي لخدمة التموين على الطائرة (IFCA) وذلك لتميز «السعودية» في خدمة الأشخاص ذوي الاحتياجات الخاصة.
- 2000 الجائزة الفضية من خطوط بروناي الملكية وذلك تقديراً منها لالتزام «السعودية» بالمواعيد المحددة للرحلات.	* 2000 جائزة "Quality Cube" والمركز الأول لعام 2000 من لوفتهانزا لوحدة تموين جدة	.
- 2000 جائزة "Quality Cube" والمركز الثاني لعام 2000 من لوفتهانزا لوحدة تموين الدمام	.
- 2000 جائزة «شريك التميز» – الجائزة الذهبية لعام 2000 / 2001م من الخطوط الجوية البريطانية.
- 2000 جائزة "Logistics 2000" من الخطوط الجوية السويسرية.
- 2001 جائزة "Quality Cube" من لوفتهانزا لوحدة تموين الدمام وحصولها على المركز الأول إقليمياً وعالمياً.
- 2001 شهادة تقدير من الخطوط الجوية الاندونيسية «جارودا».
- 2001 الجائزة الماسية من مجلة "On Board Service" تقديراً للبرنامج التمويني الطموح «موعد مع التمور».
- 2002 الجائزة الماسية من مجلة "On Board Service" وذلك لاستحداث برنامج «الطلح من منظور عربي» والذي يقدم وجبات فريدة تحوي الموز كمكون رئيسي.
- 2002 جائزة "Quality Cube" من الخطوط الجوية الألمانية (لوفتهانزا) وذلك تقديراً لخدمات «السعودية» البارزة في جنوب آسيا وأفريقيا.
- 2004 جائزة «مينا» الفضية لأفضل شركات الطيران في الشرق الأوسط وشمال إفريقيا (6 مايو 2004م).
- 2004 أولى جوائز بوابة الإنترنت العملاقة «ياهوو» الشرق الأوسط، وكأفضل شركة تعتمد التسويق الإلكتروني في المملكة العربية السعودية.
- 2008 «السعودية» تحصل على جائزة التميز الرقمي لعام 2008م.

### جوائز 2010 - 2020
- 2011 حصلت على المركز الأول لجائزة التميز الرقمي.
- 2012 حصلت «السعودية» ممثلة في قطاع تقنية المعلومات على جائزة (سي أي أو 50)، وهي النسخة المخصصة لمنطقة الشرق الأوسط من جائزة أس أو 100 في دورتها الخامسة لعام 2012م وذلك في مدينة دبي بدولة الإمارات العربية المتحدة.
- 2013 في مطلع شهر يونيو حصدت شركة الخطوط السعودية للشحن المحدودة جائزة التميز في صناعة الشحن الجوي 2013م، وذلك في الحفل الذي نظمته الوكالة الإعلامية المتخصصة (Air Cargo Week) وذلك في مدينة ميونيخ الألمانية.
- 2013 حصلت «السعودية» على جائزة «إنجازات الأعمال العربية 2013» من مجلة «إريبيان بزنس» باختيارها «شركة العام» من بين العديد من شركات الطيران في منطقة الشرق الأوسط وذلك من خلال متابعة أدائها ونموها في الفترة من يناير حتى سبتمبر 2013م، وقد تم اختيار «السعودية» لهذه الجائزة عبر تصويت مغلق نظمته مجموعة (ITP) في دبي بمشاركة عدد من الخبراء والمختصين.
- 2013 جائزة أفضل شركة طيران في الشرق الأوسط لعام 2013 الممنوحة من قبل “أرابيان بيزنس” في دبي.
- 2014 في فبراير حصدت إدارة تقنية المعلومات بـ«السعودية» جائزة سي آي أو 50 للعام الثالث على التوالي، كما حصدت شركة الخطوط السعودية للشحن جائزة التميز والناقل الجوي الأسرع نموًا في عام 2013م وذلك حسب الاستفتاء الذي أجرته المطبوعة المتخصصة في مجال صناعة الشحن الجوي العالمي (STAT Times)، وجاء التكريم على هامش مشاركتها في معرض الشحن الجوي الدولي في مدينة مومباي الهندية.
- 2014 في 8 أبريل حازت «السعودية» على جائزة أفضل شركة طيران تقدم خدمات الإنترنت والتجوال الدولي على متن طائراتها والمقدمة من شركة (OnAir) وذلك خلال المعرض السنوي الذي أقيم في مدينة هامبورغ الألمانية.
- 2014 في أبريل حصدت «السعودية» جائزة المركز الأول والدرع الذهبي متفوقة على 120 شركة طيران عالمية تعمل في مطار دبي الدولي وذلك في انضباط مواعيد الرحلات والمستوى المتقدم في الحركة التشغيلية.
- 2014 في 26 مايو حصدت إدارة تقنية المعلومات بـ«السعودية» جائزة الجودة العالمية للعام الثاني.
- 2014 في 15 يوليو تمت ترقية «السعودية» إلى مستوى شركة طيران 4 نجوم، وحصدت جائزة أفضل مقعد على درجة الضيافة (السياحية) وجائزة أفضل وسائل الراحة على الدرجة الأولى.
- 2015 في 3 مايو جددت المنظمة الدولية للنقل الجوي «آياتا» شهادة تدقيق إجراءات السلامة التشغيلية «ايوسا» للخطوط السعودية للمرة السادسة على التوالي، مقابل الإنجاز الذي حققته «السعودية» في المحافظة على مستوى دقة إجراءات سلامة العمليات التشغيلية وتطبيقها للآلية المطورة قبل الموعد المحدد.[66]
- 2016 السعودية" تفوز بجائزة مجلة جلوبا ترافل الأمريكية (بالإنجليزية: (Global Traveler Magazine)) وذلك للخدمة المستمرة والمتميز لرحلاتها المباشرة بين المملكة والولايات المتحدة الأمريكية دون توقف منذ بدء التشغيل قبل أكثر من 35 عاماً.[67]
- 2016 وحدة «الخطوط السعودية للتموين» بالدمام تفوز بجائزة QSAI للجودة للمرة السادسة على التوالي كأفضل شركة تموين على مستوى الشرق الأوسط وأفريقيا وأوروبا من بين 220 شركة أخرى من 85 دولة حول العالم.
- 2016 الخطوط السعودية أفضل شركة طيران في مطار شارل ديغول من ناحية تنظيم إنهاء إجراءات السفر وتوزيع اللوحات الإرشادية حول منصات الخدمة الخاصة بــ«السعودية» وانسيابية الحركة ومرونتها.
- 2016 حصدت «السعودية» جائزة (CIO100) في تطبيقات الأجهزة الذكية للسنة السادسة من شركة (IDG) الرائدة دوليًا في مجالات تكنولوجيا الوسائط وأبحاث تقنية المعلومات.
- 2017 شركة الخطوط السعودية للتموين تحقق المستوى البلاتيني في توطين الوظائف كأعلى مستوى لتوطين الوظائف بالمملكة وِفق تقييم وزارة العمل والتنمية الاجتماعية الذي يرصد أداء المؤسسات والشركات في هذا المجال.
- 2017 حصلت «السعودية» على جائزة التميز في حقيبة الترفيه الجوي للأطفال ضمن جوائز ستيرلينغ فن (sterling fun) التي تقدمها مؤسسة تيلي ويج Tillywig الكندية المتخصصة في تقييم منتجات الترفيه الخاصة بالأطفال على مستوى العالم وذلك عن المنتج المتمثل في الحقيبة الترفيهية التي تقدمها «السعودية» للأطفال المسافرين على رحلاتها الدولية.
- 2017 «السعودية» تحصل على جائزة رواد التسويق عبر تحدي الثبات بين جماهير الأندية لنبذ التعصب.
- 2017 شركة الخطوط السعودية للشحن الجوي تفوز بجائزة الناقل الدولي الأفضل في أفريقيا في الحفل الذي أقيم على هامش المعرض الدولي للشحن الجوي في جنوب أفريقيا.
- 2017 «السعودية» تحصل على شهادة تطبيق الدليل الجديد للعمليات الأرضية (IGOM) من الاتحاد الدولي للنقل الجوي «إياتا» وذلك قبل الموعد المقرر في عام 2017م
- 2017 شركة الخطوط السعودية للشحن الجوي تفوز بجائزة التميز في صناعة الشحن الجوي في أوروبا لعام 2017م وذلك على هامش مشاركتها في معرض الشحن الدولي بميونخ.
- 2017 «السعودية» تحصد جائزتين ذهبيتين، الأولى عن أفضل تصميم لبدلة النوم الخاصة بجناح الدرجة الأولى بالتعاون مع شركة (بورشه ديزاين)، والجائزة الثانية عن الحقيبة النسائية لمستلزمات السفر المصممة من قبل (فورلا).
- 2017 حصلت «السعودية» على جائزة التميز في (خدمات الطعام على الطائرة) لمنطقة الشرق الأوسط لعام 2016م من قبل المسافر العالمي (Pax International) للعام الثاني على التوالي وذلك خلال معرض هامبورج للمقصورة الداخلية للطائرات.
- 2017 حصلت «السعودية» على جائزة أفضل شركة طيران على مستوى الشرق الأوسط في مجال الترفيه اللاسلكي عبر الأجهزة الشخصية للضيوف، وذلك في معرض الشرق الأوسط لصيانة وإصلاح مقصورة الطائرات 2017م الذي أقيم في مدينة دبي.[67]
- 2018 في 26 أبريل، حصلت «السعودية» في معرض سوق السفر العربي 2018 بدبي، على جائزة أفضل إدارة جناح من بين (2500) جهة عارضة من المؤسسات الرسمية وشركات الطيران وخدمات ومنتجات النقل الجوي وهيئات السياحة ووكلاء السفر والفنادق وغيرها من الشركات المتخصصة في السفر والسياحة.
- 2018 في 29 أبريل، حصدت شركة الخطوط السعودية للتموين وللعام الثاني على التوالي جائزة أفضل ممارسات حوكمة الشركات في المملكة، من بين 171 شركة مساهمة مدرجة في سوق الأسهم السعودية.[47]
- 2018، حصلت «السعودية» على شهادة الاتحاد الدولي للنقل الجوي "IATA"، لعمليات نقل الأمتعة «إياتا 753»، كأول محطة في المملكة تطبق نظام تتبع الأمتعة.[68]

### جوائز 2021- 2030
- 2021 حصلت «السعودية» على جائزة (شركة الطيران الأكثر تقدماً في العالم) ضمن جوائز شركة «سكاي تراكس» المتخصصة في تقييم أداء وخدمات شركات الطيران والمطارات، حيث حققت قفزة بواقع 31 مركزاً ضمن ترتيب شركات الطيران خلال العام محققة المركز 26.[69]
- 2021 تصدرت الخطوط السعودية تصنيف (YouGov) لأفضل العلامات التجارية عام 2021 في المملكة.[70]
- 2021 حصلت صالة "الفرسان" الدولية الجديدة للخطوط السعودية بمطار الملك عبدالعزيز الدولي بجدة أول صالة على مستوى العالم على اعتماد الصحة والسلامة من APEX".[71]
- 2022 حصلت الخطوط السعودية على جائزة التميز في المنتجات الجوية للأطفال (Children Amenity Kit) ضمن جوائز (Pax Magazine) المعنية بتقييم منتجات ترفيه الأطفال على مستوى العالم.[72]
- 2022 الخطوط السعودية تفوز بجائزة أفضل تفاعل للضيوف والموظفين في "تحدي رحلة استدامة الطيران".[73]
- 2022 الخطوط السعودية تتوَّج كأفضل شركات الطيران في منظومة الخدمات وأنظمة السلامة من APEX.[74]
- 2023 تقدمت الخطوط السعودية 11 مركزاً في تصنيف "سكاي تراكس" بحصولها على المركز 23 في ترتيب (أفضل شركات الطيران عالمياً لعام 2023م)، من واقع التصويت الذي شارك فيه ملايين المسافرين حول العالم، وجاء إعلان ذلك خلال معرض باريس الجوي 2023 "لوبورجيه" في نسخته 54 المنعقد في العاصمة الفرنسية باريس.[75]
- 2023 فاز جناح الخطوط السعودية بجائزة أفضل تصميم جناح للسنة الثانية على التوالي في الدورة الثلاثين من معرض سوق السفر العربي 2023 في دبي.[76]

## 2024
- حصدت "السعودية" (الخطوط السعودية) 4 جوائز كبرى و 5 جوائز فضية وجائزتين برونزيتين في مهرجان دبي لينكس العالمي للإبداع 2024، وذلك عن منتجها "بروتكت-تسبيح"، أول مسبحة معقمة للحجاج والمعتمرين على مستوى العالم، حيث تعتبر "السعودية" هي العلامة التجارية الأكثر حصولاً على جوائز نسخة هذا العام إلى جانب كونها العلامة التجارية السعودية الأكثر حصولًا على جوائز في تاريخ دبي لينكس.[77]
- في مايو حصدت مجموعة السعودية 6 جوائز من ترانسفورم الشرق الأوسط وأفريقيا 2024.[78]

- في 27 يوليو 2024 حصلت الخطوط السعودية على المرتبة الأولى عالميا في قائمة شركات الطيران العالمية بعد تصدرها مؤشر انضباط رحلات المغادرة والوصول بنسبة 88.22% في انضباط مواعيد الوصول ونسبة 88.73% في مواعيد الإقلاع، وذلك حسب ما جاء في تقرير موقع Cirium المستقل والمتخصص في رصد عمليات الطيران خلال شهر يونيو 2024.[79][80]
- فازت بجائزة "طاقم الضيافة الجوية للعام" في جوائز Aviation Business Middle East لعام 2024، تقديرًا لاحترافيتهم وتجسيدهم للضيافة السعودية الأصيلة.
- حصلت على جائزة "أفضل طاقم ضيافة جوية" في جوائز Business Traveler U.S. لعام 2024، مما يعكس التزامها بتقديم خدمة عالمية المستوى.
- نالت لقب "أفضل شركة طيران من حيث التحسن عالميًا" من جوائز Skytrax لعام 2024، للمرة الثالثة، تقديرًا لتقدمها الملحوظ في التصنيفات العالمية.
- حازت على المركز الأول في فئة "أفضل خدمات تموين للدرجة الاقتصادية" ضمن جوائز Skytrax لعام 2024، تقديرًا لجودة المأكولات المقدمة على متن رحلاتها.
- حصلت على جائزة "World Class Airline 2025" من APEX للسنة الرابعة على التوالي، مما يعكس التزامها المستمر بتحسين تجربة الضيوف.[81]

- كرمت بجائزة "أكبر تقدم في تبني حلول الاستدامة" من The Aviation Challenge 2024، تقديرًا لجهودها في دمج الابتكارات المستدامة في عملياتها.

### جوائز خدمات ذوي الاحتياجات الخاصة
- 1992 جائزة ميركوري الذهبية لعام 1992 م مقدمة من اتحاد تموين الطائرات الدولي للتفوق في تقديم الوجبات المتميزة لمن يعانون من مشاكل في البصر.
- 1997 جائزة ميركوري الذهبية لعام 1997 م مقدمة من اتحاد تموين الطائرات الدولي لإصدار دليل الصم للتخاطب والتواصل.
- 1999 الجائزة الماسية من مجلة "On Board Service" وذلك لتميز الخدمة المقدمة لذوي الاحتياجات الخاصة.
- 2000 الجائزة الماسية لعام 2000 في وجبات التوحيديين قدمتها مجلة الخدمات على الطائرة الأمريكية / اورلاندو.
- 2000 جائزة الجدارة لعام 2000 م مقدمة من مجلة الخدمات على الطائرة الأمريكية / اورلاندو.
- 2000 جائزة الرئيس للألفية الأولى لعام 2000 م مقدمة من اتحاد تموين الطائرات الدولي للتفوق في تقديم الوجبات المتميزة، واتحاد خدمات الأطعمة على الطائرات للتفوق في خدمات الركاب من ذوي الاحتياجات الخاصة.
- 2000 جائزة من الاتحاد الدولي لخدمة الطعام على الطائرة (IFSA) وجائزة من الاتحاد الدولي لخدمة التموين على الطائرة (IFCA) وذلك لتميز «السعودية» في خدمة الأشخاص ذوي الاحتياجات الخاصة.
- 2017 جائزة أفضل خطوط جوية تطورا في العالم لعام 2017 بناء على استطلاع ارآء المسافرين الذي أجرته منظمة ستارتراكس.

## مدراء الخطوط السعودية
| مدراء الخطوط السعودية           |                |                | |
| الأسم                           | من             | إلى            | أهم الأحداث |
| إبراهيم الطاسان                 | 1946           | 1960           | أول مدير عام للخطوط السعودية بعد تأسيسها عام 1945. أشرف على انطلاق أولى رحلات الشركة باستخدام طائرة "DC-3" التي أُهديت للملك عبد العزيز من الرئيس الأمريكي روزفلت. وضع الأسس التنظيمية والتشغيلية للمؤسسة في بداياتها. |
| شهاب محمد عبد الجواد            | 1960           | 1962           | استمر في تطوير البنية التحتية للمؤسسة. وعمل على تحسين الخدمات وتوسيع شبكة الرحلات. |
| أحمد صلاح جمجوم                 | 1963           | 1965           | ساهم في تحديث أسطول الطائرات. وعمل على تعزيز الكفاءة التشغيلية للمؤسسة. |
| رميح سليمان الرميح              | 1966           | 1968           | اصل جهود التحديث والتطوير في المؤسسة. وعمل على تحسين جودة الخدمات المقدمة للمسافرين. |
| كامل سندي                       | 1968           | 1979           | شهدت المؤسسة خلال فترة إدارته توسعًا كبيرًا في شبكة الرحلات. وتم إدخال طائرات جديدة إلى الأسطول، مما ساهم في تحسين تجربة السفر.                                                                                         |
| الكابتن أحمد مطر                | 1979           | 1994           | أول طيار يتولى منصب المدير العام للمؤسسة. وقاد عملية تحديث شاملة للأسطول، بما في ذلك إدخال طائرات حديثة مثل "بوينغ 747". عزز من مكانة الخطوط السعودية على الساحة الدولية.                                             |
| الدكتور خالد بن عبد الله بن بكر | 1994           | 2006           | أطلق برنامج الخصخصة للمؤسسة، مما مهد لتحولها إلى شركة قابضة. وأشرف على تحديث الأنظمة التقنية وتحسين الخدمات الإلكترونية.                                                                                              |
| المهندس خالد عبد الله الملحم    | 2006           | 2014           | أشرف على انضمام الخطوط السعودية إلى تحالف "سكاي تيم" العالمي. أطلق برامج لتحديث الأسطول وتحسين تجربة العملاء. أجرى تغييرات إدارية واسعة لتعزيز الكفاءة التشغيلية.                                                     |
| المهندس صالح الجاسر             | 3 أغسطس 2014   | 24 أكتوبر 2019 | قاد جهود التحول الرقمي في المؤسسة. وعمل على تحسين الأداء التشغيلي وزيادة الالتزام بالمواعيد. وساهم في تعزيز مكانة الخطوط السعودية ضمن شركات الطيران العالمية.                                                         |
| سامي سندي "مكلف"                | 24 أكتوبر 2019 | 23 أكتوبر 2020 | أدار المؤسسة خلال فترة انتقالية. واجه تحديات جائحة كورونا، وعمل على ضمان استمرارية العمليات. |
| إبراهيم العمر                   | 24 أكتوبر 2020 | حتى الآن       | تولى المنصب بعد أن شغل منصب محافظ الهيئة العامة للاستثمار. عمل على تعزيز مكانة الخطوط السعودية في السوق العالمي. يركز على تطوير الخدمات وتحسين تجربة العملاء.                                                         |

## أحداث وحوادث
- في 19 أغسطس 1980 تعرضت الشركة لأول كارثة كبرى حين أبلغ قائد طائرة الخطوط الجوية العربية السعودية الرحلة 163 من طراز الترايستار «الكابتن محمد الخويطر» عن وجود دخان فيها مباشرة بعد اقلاعها من مطار الرياض القديم حيث عادت وهبطت بسلام غير أنه لم يتم اخلاء ركابها واحترقت الطائرة بمن فيها على أرض المطار متسببة بمقتل 287 راكبا و14 من أفراد الطاقم.
- في 12 نوفمبر 1996 أقلعت طائرة الخطوط الجوية العربية السعودية الرحلة 763 من نوع بوينغ طراز 100-747 بقيادة الكابتن خالد الشبيلي متجهة نحو مطار الظهران الدولي وبعد إقلاعها من مطار نيودلهي تم أخبار قائد الطائرة بالالتزام بارتفاع 14000 قدم وابلاغ ملاحي طائرة كازاخستانية حاملة للبضائع بوجود طائرة على بعد 14 ميل عن موقعة وعلى ارتفاع 14000 قدم وبالتالي فعليه الالتزام بارتفاع 15000 قدم ولكن تجاوز التصريح فهم المترجم الموجود على الطائرة الكازاخستانية ليقوم قائد الطائرة بالهبوط لارتفاع الطائرة السعودية التي كانت في أجواء الهند وفي طريقها إلى الظهران. وتسبب الحادث الذي وقع على ارتفاع 14000 قدم في مقتل 312 راكبا على متن الطائرة السعودية والملاحين بالإضافة للثمانية ملاحين الموجودين في الطائرة الكازاخستانية.[82][83]

## وصلات خارجية
- الموقع الرسمي للخطوط الجوية العربية السعودية
- الشركة السعودية للخدمات الأرضية
- شركة الخطوط السعودية للتموين
- مجلة أهلاً وسهلاً